# 少女漫画
少女漫画（しょうじょまんが）は、少女向け雑誌に掲載されるなど、主たる読者として未成年女性を想定した日本の漫画である。大人の女性向け漫画は女性漫画（レディースコミック）として区別される。

## 概説

### 絵柄および表現の特徴
少女漫画の絵柄は基本的に可愛らしく清潔な印象を与えるものが多いが、その絵柄はお転婆のように元気なもの、落ち着いた癒し系のもの、姫のように美しいもの、ブランド志向でセレブなもの、抒情画やイラストポエムのように抒情的なもの、耽美映画のように耽美的なもの、劇画や青年漫画のようにシリアスなものなど時代に合わせて様々となっている。昔の少女漫画は平面的と錯覚させる絵柄が多かったものの、現在はファンタジーブームや子供向けアイドルブームやダンス必修化などを経て少女漫画にも立体感のある絵柄が増えている。瞳がキラキラと輝いたヒロインや表情が現れる大きな目、ホラー漫画以外でもホラーに近い不安を感じさせる精神世界のような絵柄も特徴的。ヒロインの背丈はフイチンさんのような八頭身から小さな恋のものがたりのチッチような低身長まで存在している。ストーリー漫画では憧れや等身大が強調されるが、コメディやギャグ漫画ではその限りではなく奇人変人だらけのものも多い。
人体の描写は骨や筋肉の隆起が少なく、ファッションと表情の描写に重点が置かれている。現代物の少女漫画では少年漫画と異なりずっと同じ服やアクセサリーや髪型をすることは少なく、青年漫画と別の生々しい生活感を表現することもある。またファッションブック（ファッションプレートをまとめたもの）の影響を受けて全身のファッションを扉絵やコマぶち抜きなどで魅せることも行われている。
漫画表現では作品世界の情趣を大切にして目の毒になるものをリアルに描き込むことは避け、モノローグの多用、心象を具象化した背景（咲き乱れる花など）、コマ割りなどを駆使し、感情の流れを重視した演出・画面技法に優れている。またストーリー漫画では少年漫画と比較して心理描写が多く、現実問題を扱った作品が多く、暴力や死の扱いが重い（少女漫画の主旨が共感であることに由来するともいう）。
そのほか、少女漫画は流行した少年漫画や青年漫画や映画やドラマの影響を大きく受けており、伝統的な少女漫画の系統によらない表現手法も含んでいる。逆にまた、少女漫画からは特有の記号的表現が過去に多く誕生していて、現在は少女漫画にとどまらずに全ての分野に拡散している。
なお、1990年代以降にインターネット上で人気となったアニメやゲーム風の「萌え絵」や「萌え漫画」の絵柄はそれらの少女漫画特有の絵柄や要素を原型としてパロディ漫画の登場や女性のゲームデザイナー進出などにより発展したものであり、一般の少女漫画の絵柄よりも属性化・記号化の強いものとなっている。

### 内容の特徴
少女漫画は4コマ漫画から始まっており当初はお転婆なものが中心となっていたが、体験談漫画の登場で等身大へと近づいていき、ラブコメの登場でコメディ要素が強くなっていった。一方、ヒロインが不幸な運命に翻弄されるシリアスなものも登場して人気となった（母恋物、洋画翻案物など）。
2000年代以降は恋愛漫画及び恋愛要素のある作品が主流であり、運命や占いのようなスピリチュアル要素が取り入れられる一方、女性の自立などのメッセージを含ませた漫画も存在する。一方でギャグ漫画やホラー漫画、アイドル漫画など恋愛漫画以外のジャンルも存在する。ファンタジー漫画やスポーツ漫画も古くからジャンルとして確立しており、現在に至るまで人気が根強い。
子供向けの少女漫画誌は読者の購読を始めてから卒業までの期間が短いため、少女漫画作品は短期終了のものが多く、他のジャンルに比べストーリーの完結性の強く計算された物語が要求される（少女漫画以外でもアニメ化などを意識して完結性を計算したものは存在する）。また少女漫画では一般的に、キャラクターの萌え属性の不変性が重視される萌え漫画などよりも、キャラクターの成長が重視されていて、物語性、必要性の表現から、女性キャラの嫉妬、性欲の表現まで様々である。少年・青年漫画と比較して下ネタの描写は露骨ではないが、生理現象の描写が皆無な訳ではない。

### 少女漫画家
1960年代までの少女漫画家は当初少年漫画家と同様に男性作家（少年漫画家との兼業も目立った）が多かったものの、1970年代以降女性作家が増えて心情重視のストーリー漫画が一般化したことで少女漫画専門の男性作家は少年漫画家の転向（松本零士やちばてつやなど）や、コメディやギャグ路線（弓月光や魔夜峰央など）へと転向していき、現在はコメディやギャグもほとんどが女性作家により描かれるようになっている（例外もある）。少女漫画の女性作家は学生デビューも多く（ちゃおではやぶうち優やときわ藍、りぼんでは津山ちなみや森ゆきえや春田ななや半澤香織や佐和田米など）若い感覚が取り入れられている。また、かつての『ギャルコミ』編集長は同誌について「30歳を超えると絵が古くなり、若い世代が感覚的についていけない」と語っていた。
このようにメジャー誌は繊細であるため、商業漫画の括りではないコミティア等のインディーズ少女漫画（書籍化の例もある）、マイナー誌の少女漫画は、性的要素の有無に関係なく女性漫画やその亜種のマニア女子向けが主流となっている。
メジャー誌の少女漫画家は漫画スクールや新人漫画賞からのデビューが一般的となっている（「ちゃお」は「ちゃおまんがスクール」や「小学館新人コミック大賞」の少女・女性部門、「りぼん」は「りぼんまんがスクール+」、「なかよし」は「なかよしまんがスクール」や「なかよし新人まんが賞」など）。新人の漫画掲載は増刊を中心に行われており（「りぼん」では「りぼんスペシャル」、「ちゃお」では「ちゃおデラックス」、なかよしでは「なかよしラブリー」（休刊）など）、本誌の連載へと至るのは一部の作家のみとなっている。
なお、少女漫画家にも特定雑誌への専属契約は存在する（種村有菜など）が、専属契約せずにマルチに活躍する作家も存在している（双葉陽など）。1980年代以降は少女漫画家が青年漫画や少年漫画や4コマ漫画に転向したり兼業する例も多く見られる（#歴史節も参照）。

## 歴史

### 黎明期
大正時代以前よりも少女誌では少女主人公の絵物語が存在していた。

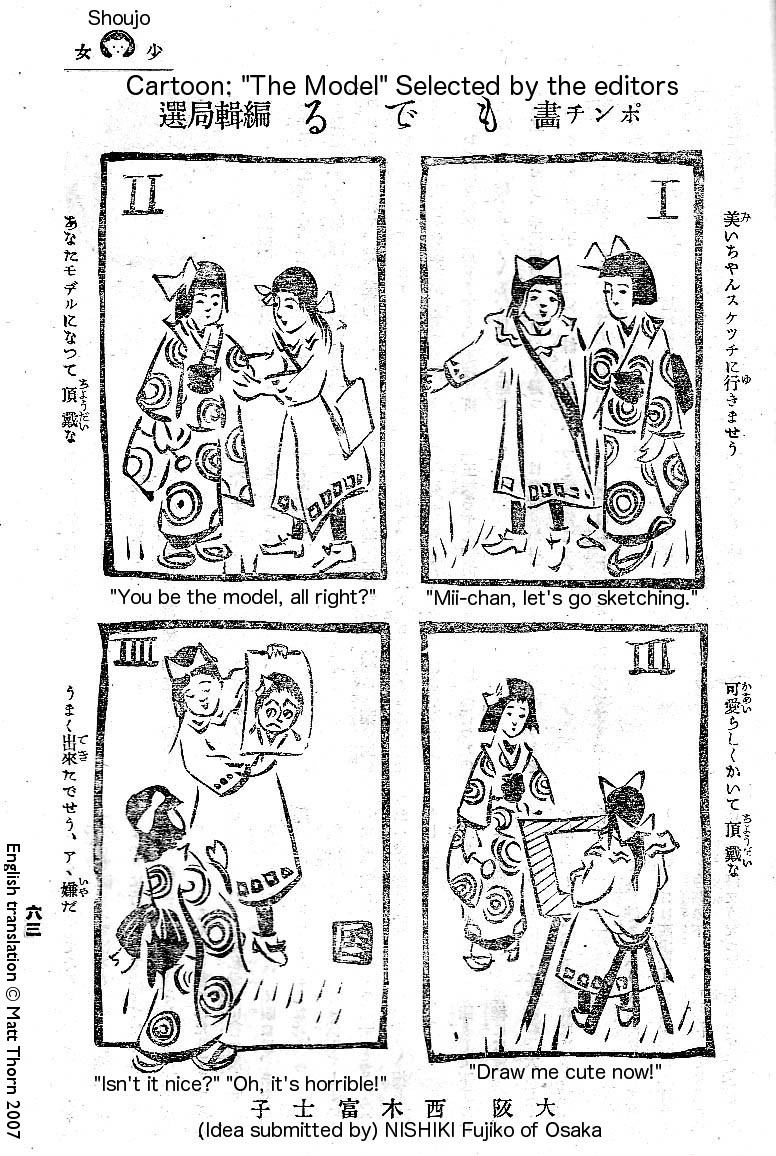
西木富士子著『ポンチ書 モデル』1910年
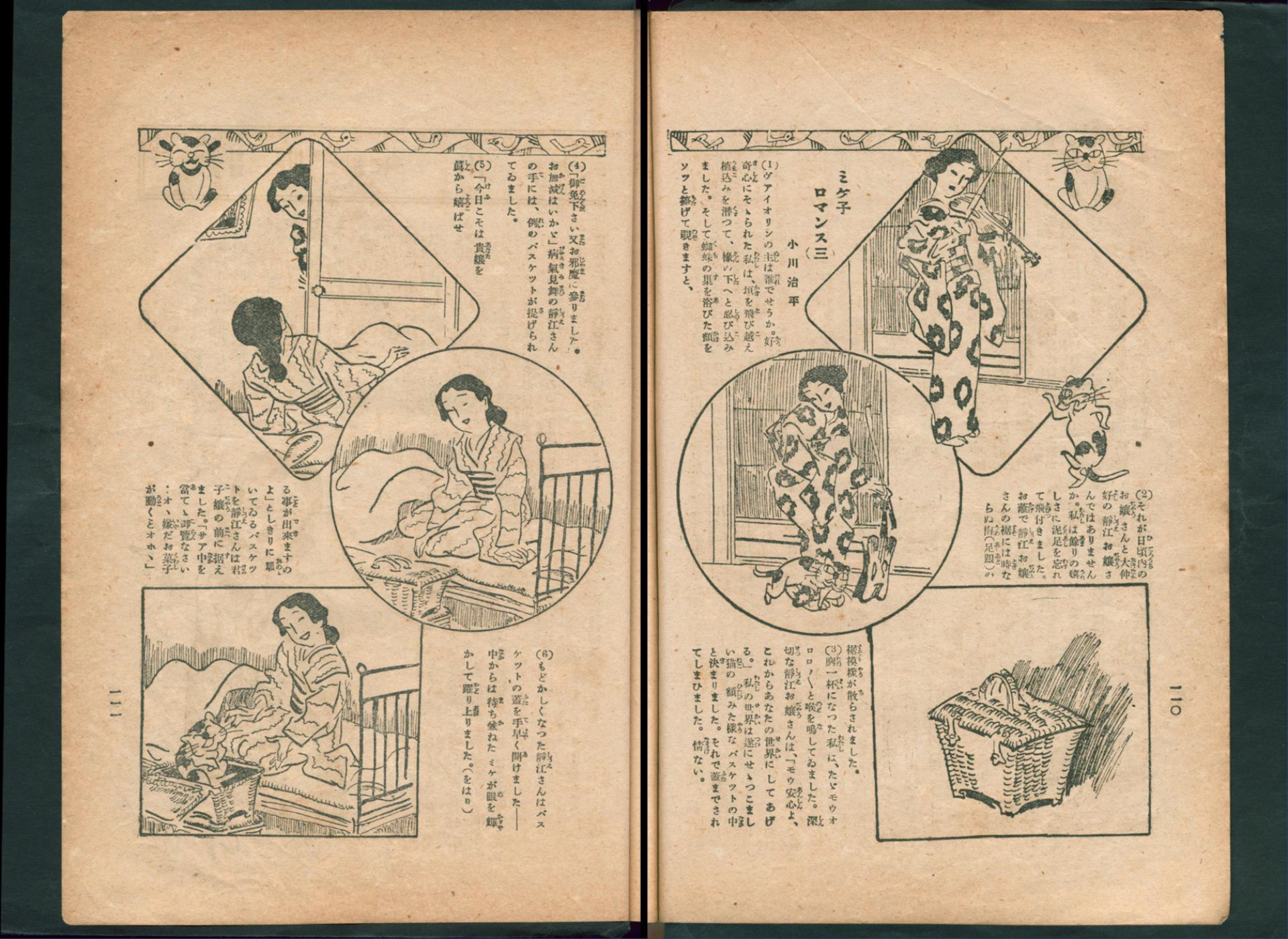
小川治平著『ミケ子ロマンス』（「少女画報」1920年）

一方、新聞漫画では1902年1月に東京五大新聞の一つ「時事新報」の日曜版が北澤楽天による漫画欄を設け、そこから同年3月には子供主人公の漫画が登場し、同年9月には長期連載となる「凸坊」シリーズの連載が登場したものの、これらは少年主人公であり少女主人公の新聞漫画は長らく存在していなかった。その後、大正デモクラシーと大正自由教育運動の中で、1921年には東京朝日新聞の漫画欄「漫画の国」でおしゃれ少女が主人公の一人の8コマ漫画「リン子と金丸」（山田みのる）が登場し、次いで翌1922年には國民新聞でおしゃれ少女が単独主人公の4コマ漫画「みい子」（前川千帆）が登場したものの、どちらも短期間の連載となっていた。

### お転婆少女の漫画の登場
前述の「時事新報」では1899年に創刊者の福沢諭吉が「婦人は静にして奥ゆかしきこそ頼母しけれ。所謂おてんばは我輩の最も賤しむ所なれども（後略）」としてお転婆を好ましくないものとしていたものの、当時人気となっていた西洋の翻訳少女小説では当時の西洋のジェンダー規範による物語の制約を回避するために「お転婆少女」（「少年のような少女」）を主人公とするのが定番となっていた。
前述の「凸坊」シリーズの連載を行っていた北澤楽天らは風刺新聞「團團珍聞」や「滑稽新聞」による風刺漫画ブームが起きると1905年に時事漫画誌「東京パック」を立ち上げて時事新報社を辞職したものの、1912年の東京パックの経営権問題とその後継として設立された楽天社の失敗により時事新報社へと戻って「凸坊」シリーズの連載を再開したが、その連載中の北澤楽天が1918年頃に立ち上げた漫画塾「漫画好楽会」からお転婆少女の漫画が登場することとなった。
1923年4月、前述の「漫画好楽会」出身の麻生豊が報知新聞において少女主人公の「ダダ子」の連載を開始し、次いで翌1924年3月には同じく「漫画好楽会」出身の長崎抜天が「時事新報」夕刊において女学校に通う少女を主人公とする漫画「ひとり娘のひね子さん」の連載を開始する。1928年8月、アムステルダムオリンピックで人見絹枝が日本人女性初のメダリストとなると、北澤楽天は同年11月に「時事新報」日曜版の別冊付録「時事漫画」においてお転婆少女が主人公の「とんだはね子嬢」の連載を開始し、翌1929年3月にその連載を前述の長崎抜天が引き継ぐ。
その後、少女誌に連載漫画が登場することとなる。1932年には良妻賢母の育成を編集方針とする『少女倶楽部』（大日本雄弁会講談社）に少年漫画「のらくろ」で有名な田河水泡の『スタコラサッチャン』が連載され始め、1935年には同誌に田河水泡の元内弟子である倉金章介の『どりちゃんバンザイ』が連載されはじめた。

### 抒情漫画の登場
少女漫画登場前、大正の抒情画ブームを受けて抒情画家を表紙や挿絵に採用する複数の少女誌が人気となっていた。抒情画は「眼が大きく、口が小さく、髪の豊か」な絵柄を特徴としていたが、この大きな眼は「社会に向って見開かれた眼」を意味していた。少女誌には抒情画と抒情詩を組み合わせた詩画集も掲載されていた。この詩画集は後の少女漫画誌における「イラストポエム」の前身に当たる。
また抒情画は元々センチメンタル（おセンチ）な作風が中心となっていたが、1928年に少女誌「少女世界」でデビューした抒情画家の松本かつぢは作風を差別化するためとして「明るくて可愛い抒情画」を確立した。1930年には少女誌「少女の友」（実業之日本社）の編集に内山基が加わり、内山基が同誌の編集方針に「ロマンチシズム・エキゾチズム・ヒューマニズム」を導入した（いわゆる「夢の世界」「憧れの世界」）。これらの方針には内山基が学生時代に関わった米国出身の慈善活動家 大森安仁子の影響があったとされる。「少女の友」の抒情画では前述の方針に従って「健康で、夢を持った、清純な少女」を求め、新世代の抒情画家である中原淳一や前述の松本かつぢを採用した。
この新世代の抒情画から抒情漫画が登場することとなる。1933年には抒情画家の松本かつぢが『少女の友』において漫画『ピチ子とチャー公』の連載を開始したが、この漫画は子供向け漫画でキスシーンの登場する初期の例となっていた。次いで1938年にはその後継連載として松本かつぢが抒情漫画『くるくるクルミちゃん』の連載を開始した。

### 統制下
1937年に大東亜戦争が勃発すると、1938年5月に社会主義的な革新官僚らが中心の企画院によって策定された国家総動員法が施行され雑誌浄化運動が始まり、同年10月には内務省警保局図書課が雑誌編集者に対して「児童読物改善に関する指示要綱」を提示し、1940年には出版社を糾合した日本出版文化協会が設立され1941年より出版統制を行うようになり、用紙の入手難や印刷所の労働力不足もあって「内容の粗悪なもの」「時局柄不適当なもの」などが規制されることとなった。
少女誌では漫画や抒情画などが「低調」や「主情的ニ偏スル」や「日本人でなく毛唐を描いている」や「全体として弱々しく、敗戦主義の絵だ」などとして注意を受けることとなった。
そんな現実主義の風潮の中で、1940年には『少女倶楽部』に田河水泡の弟子で女性作家の長谷川町子の『仲よし手帖』が登場した。

### 戦後
戦後初期には雑誌用紙の統制が継続していたものの、用紙の確保には多くの種類の雑誌を出版した方が有利な制度となっていたため、雑誌の復刊や創刊が相次いだとされる。少女誌では1945年秋に『少女倶楽部』が復刊して抒情画が復活し、少女漫画の絵柄は抒情画の影響を受けていった。また統制外の仙花紙を用いた大衆娯楽のカストリ雑誌や赤本の出版ブームも起き、その赤本から少女向けのものも登場した（後述）。
また戦後初期にはまだ見合い結婚が一般的であり、自由恋愛による結婚は少なく、少女誌でもそれが反映されていたとされる。
食糧難の戦後初期には食べ物関連のタイトルが流行し、1945年には戦後初の映画「そよかぜ」が登場して主題歌「リンゴの唄」が人気となり、次いで翌1946年にはNHKラジオより童謡「みかんの花咲く丘」が登場してヒットした。少女漫画では1949年1月に前述の『仲よし手帖』の連載を引き継いだ新たな少女誌『少女』（光文社）が登場し、その『少女』がお転婆姫物の『あんみつ姫』（倉金章介）を連載して人気を博した。同1949年3月、映画『のど自慢狂時代』に子供歌手「美空ひばり」が出演して人気となっていき、赤本では美空ひばりとあんみつ姫を組み合わせた『ひばり姫歌合戦』（峠てっぺい）や『ひばり姫』シリーズ（伴久良）などが登場した。
また赤本では宝塚歌劇団の機関紙「歌劇」にルーツを持ち、ディズニーの影響も受けていると言われる手塚治虫が和製の西洋おとぎ漫画を開拓していった。1948年にはグリム童話「二人兄弟」の翻案児童漫画として姫救出物の「森の四剣士」が登場し、翌1949年6月には少女向けとして姫を主人公とする『奇跡の森のものがたり』も登場、この流れが後述する『リボンの騎士』へと繋がっていく。
また両性向けの少年少女誌では冒険物が登場した。戦前より米国の「ターザン・シリーズ」が映画として入ってきて人気となっており、紙芝居でもその影響を受けた山川惣治による「少年タイガー」などの冒険活劇が人気となっていたが、戦後の1946年には映画「鉄腕ターザン」が日本でも公開されてターザン映画の人気が復活した。1946年には漫画単行本「冒険ベンちゃん」が登場し、1948年にはその「冒険ベンちゃん」などの載る少年少女誌「少年少女漫画と読物」が登場、また1948年2月には漫画単行本「冒險ターザン」が登場して人気となり、同年8月には少年誌「冒険活劇文庫」（後の「少年画報」、明々社）が登場、翌1949年2月にはそれらの対抗として少年少女誌「少年少女冐險王」（秋田書店）も登場した。また1947年には冒険物の紙芝居「少年王者」の翻案を初めとする絵物語本の「おもしろブック」シリーズ（集英社）が登場し、1949年8月にはその「少年王者」を看板とした少年少女誌「集英社の少年少女おもしろブック」が登場した。これら少年少女誌は少年誌寄りであったとされる。また、前述の『少女』の登場もあり、これら新興漫画誌の人気によって「赤とんぼ」「銀河」「少年少女の広場」（旧 「子供の広場」）などの少年少女誌が廃刊に追い込まれた。「少年少女の広場」の編集者の猪野省三はこれら新興漫画誌をカストリ雑誌の子ども版だと批判し、また「銀河」の創刊および編集に関わっていた滑川道夫も児童向け小説や漫画の悪書追放を訴え、これが後の悪書追放運動（マンガバッシング）へと繋がっていく。
1951年には前述の「おもしろブック」の姉妹誌として少女向けの『少女ブック』が登場した。少女ブックでは前述の『あんみつ姫』を踏襲して1951年より『てるてる姫』（早見利一）を、1953年より『もん子姫諸国漫遊記』（倉金章介・宮崎博史）を連載した。また少女ブックでは1951年に女性作家上田としこの『ボクちゃん』も連載したが、『ボクちゃん』は田河水泡のコマ割りと手塚治虫の「映画的なストーリー展開」を参考にして描かれていたとされる。一方、旧来の『少女クラブ』でも1953年に手塚治虫のストーリー漫画『リボンの騎士』を連載し、この頃から少女誌では従来の絵物語などを押しのけて少女漫画の比重が高まっていくこととなった。その後、水野英子がデビューして手塚治虫の住むトキワ荘に入居し台頭、後の少女漫画に影響を与えていくことになる
また1947年には第一次ベビーブームが起きており、その子供が成長したことで低年齢向けの漫画雑誌も増加していった。1951年に「少年少女冐險王」の弟誌「漫画王」が、1953年に「少年ブック」と『少女ブック』の弟誌「幼年ブック」が登場した。少女漫画誌では1954年に「少年クラブ」の弟誌「ぼくら」と共に『少女クラブ』の妹誌『なかよし』が、1955年に『少女ブック』の妹誌『りぼん』が登場した。漫画中心の少女雑誌が流行することで、小説中心だった『少女の友』は同1955年に休刊へと追い込まれた（休刊は悪書追放運動の影響とする説もある）。また1958年には秋田書店も少女雑誌に参入したものの、新たに創刊された『ひとみ』は他との差別化が行われていなかったとされる。

### 復興後
朝鮮特需の恩恵などにより日本経済が復興し、1956年には経済白書で「もはや戦後ではない」と宣言されるまでに至った。漫画では1953年に名作の漫画化を中心とする貸本漫画が登場し、チープな赤本に代わって貸本屋が人気となることで名作以外の貸本漫画も登場し、その中から少女向けの貸本漫画も登場した（後述）。
映画では三益愛子主演などの母もの映画が家庭婦人に人気となっており、少女漫画では女流作家を中心に娘視点の母恋物（母娘メロドラマ）が登場した。貸本漫画では1953年に「太平洋文庫」から「母恋物語」（帷子進）が、1957年より東光堂のレーベル「漫画光文庫」から『母恋シリーズ』（牧美也子）が出版されたほか、母恋と名の付くもの以外でも母子ものが一般的となっており、少女漫画誌では1957年の『少女』に『母さんふたり』（横山光輝）が登場し、次いで、少女漫画誌ではわたなべまさこによる多数の母娘離別物が登場した。『少女ブック』では1959年より『白馬の少女』（わたなべまさこ）、1962年より『ミミとナナ』（わたなべまさこ）が、『りぼん』でも1961年より『おかあさま』（わたなべまさこ）、1963年より『カメリア館』（わたなべまさこ）が連載された。また1957年には『少女ブック』で姉妹離別物の『山びこ少女』（わたなべまさこ）も登場している。
また白黒テレビ、洗濯機、冷蔵庫が三種の神器となり、各戸給水の拡大と噴流式洗濯機の登場が洗濯しながらの井戸端会議を無くしていった。1956年には白黒テレビの普及によって大手邦画会社がテレビへの提供を取りやめ（五社協定#テレビの台頭）、テレビ局はそれに代わってアメリカ製ホームドラマを放送して夢の郊外生活を広めていった。同1956年には住宅不足の解消のためとしてダイニングキッチンを採用する郊外団地が登場し、翌々年の1958年には団地族という言葉も生まれ、核家族化が進んでいった。
西部劇映画はそれ以前より存在したが、1956年4月よりテレビ番組でも「カウボーイGメン」を皮切りにアメリカ製の西部劇が放送されるようになっていた。また1950年の手塚治虫の漫画教本『漫画大學』（1950年）でも西部劇が作例として取り上げていた。兄の影響で西部劇映画と手塚作品の両方を好んでメロドラマを嫌っていた水野英子は投稿作として西部劇の漫画を描いており、少女誌「少女クラブ」に依頼されて1956年6月に掲載された漫画『赤っ毛小馬』も女の子主人公の西部劇モノとなっていた。また1957年には『少女ブック』でも赤塚不二夫の西部劇漫画『荒野に夕日が沈むとき』が登場した。
また前述の美空ひばりから続く少女スターの人気が続き、『少女ブック』では1955年より中村メイコを元にした『中村メイ子ちゃん』（上田トシコ）が、『少女』では1957年より小鳩くるみを元にした『小鳩くるみちゃん』(水谷武子)が連載された。翌1958年にはテレビドラマから女優の宮城まり子を当て書きした『まりっぺ先生』が登場し、翌1959年に『りぼん』で少女漫画化された（漫画は赤塚不二夫）。
また1946年には東京バレエ団が結成されて「白鳥の湖」のバレエ公演が行われ人気となり、1948年にはイギリスのバレエ映画「赤い靴」が登場してこちらも人気となった。その後、1953年にテレビ放送が開始されるとテレビにおいてもバレエ番組が放送されるようになった。少女漫画誌では1956年1月に『少女クラブ』で『白鳥の湖』（横山光輝）が、同年2月に『なかよし』で別冊付録として『赤いくつ』（原作：三谷晴美、漫画：相沢光朗）が、同年3月に同じく『なかよし』で別冊付録として『白鳥の湖 少女バレー物語』（大城のぼる）が登場した。1958年1月には『少女』でバレエ物の『あらしをこえて』（高橋真琴）が登場し、『少女』ではその後も高橋真琴がバレエ物を連載していった。またバレリーナの松島トモ子が少女スターとして活躍しており、1958年には『少女』の別冊付録として『松島トモ子ちゃんのバレエまんが』が登場した。また1958年10月にはバレエ専門の貸本漫画誌『バレエ』（中村書店）も登場している。
1950年代後半から1960年代前半にかけては、抒情画と宝塚歌劇団の影響を受けた前述の高橋真琴の影響を受け、少女漫画特有の装飾的な表現が発達した。この表現はスタイル画を取り入れたり、人物の背景に花を描き込んだり、キャッチライトが多数入った睫毛の長い目などである。先行した少女小説の影響などもあって、美形の男性・男装の麗人などが登場し、華麗なストーリーを展開した。1950年代から1960年代前半の少女漫画はちばてつやや松本零士など男性作家によって描かれていることが多く、この時期の古典的な少女漫画の様式や技法の追究は、主に前述の高橋真琴を始めとする男性作家や男性編集者によって築かれたものである。
また1950年9月に文部省特選としてディズニー映画「白雪姫」が、1952年にディズニー映画「シンデレラ姫」が日本でも公開され人気となっており、1954年に王女と新聞記者の身分違いの恋愛を描いたイタリア映画「ローマの休日」が公開され大ヒットしていた。1957年には女性週刊誌「週刊女性」（1957年）が、1958年には女性週刊誌「女性自身」が創刊されて人気となり、そこで継続的に取り上げられたこともあって、1958年には身分違いの自由恋愛で皇后となった美智子妃のブームが起き（ミッチー・ブーム）、プリンセス・ラインのドレスがブームとなった。
また1951年には毎日新聞社の公募によって日本にも専業ファッションモデルが誕生し、1953年には世界的なミス・コンテストの一つミス・ユニバースに昭和のシンデレラ姫と呼ばれた専業モデル 伊東絹子が入賞、その体型であった「八頭身」が流行語となり、それによって日本人ファッションモデルも八頭身が流行した。その後、ファッションショーがイベントから販促へと変化するにつれて高等身のモデルの需要は減っていったとされるが、少女漫画では1957年の『フイチンさん』（上田トシコ）の主人公に八頭身スタイルのキャラが登場している。
一方、映画では1946年よりミステリー物の「多羅尾伴内」シリーズが放映され人気となり、次いで少年小説誌では1949年より「少年探偵団」の連載が再開されて「少年探偵ブーム」が起こり1954年にはそれがラジオドラマ化され同じく人気となるが、少女誌でも少女探偵小説が人気となっていった。少女漫画では探偵物として「少女クラブ」に『探偵タン子ちゃん』（小野寺秋風、1951年）、『少女ブック』に『探偵テイ子ちゃん』（小野寺秋風）、『なかよし』に『ボクちゃん探偵長』（小野寺秋風）及び『こけし探偵局』（手塚治虫、1957年）が登場した。また『少女クラブ』では1956年7月にシャーロック・ホームズシリーズ『まだらのひも』の少女漫画化を（漫画：石森章太郎）、次いで1957年に海外のスリラー推理小説の少女漫画化を行い（漫画：石森章太郎）、その後同誌では「こわいマンガ」「かなしいマンガ」が増えていって人気となった。貸本漫画からもこの頃に『お嬢さん探偵シリーズ』（今村つとむ/今村洋子）が登場している。
また1956年には短編貸本漫画誌の探偵ブック「影」も登場し、1957年には探偵物に限らず短編貸本漫画誌のブームが起きた。少女向けではわかば書房が『花』（1957年）を、若木書房が『泉』（1958年）『こだま』（1959年）『こけし』（1959年）『ゆめ』（1960年）『草ぶえ』（1961年）『風車』（1962年）『風船』を、東京漫画出版社が『さくらんぼ』『ジュニアフレンド』『星座』『忘れな草』『セレナーデ』『ボンジュール』などを、金竜出版社が『虹』（1959年）を、金園社が『すみれ』『こまどり』（1960年）『りぼん』を発行した。短編貸本漫画誌のブームは後も活躍する多くの少女漫画家を輩出することとなった（若木書房#おもな出身作家、矢代まさこなど）。
1951年には産業経済新聞で連載されていたジャングル冒険物の「少年ケニヤ」が人気となって1954年に映画化され、少女漫画でも1959年に『なかよし』でその少女版とも言える『マサ子の谷』（藤本章治）が登場している。テレビドラマにおいては1958年に覆面ヒーロー物の「月光仮面」が登場してブームとなり、次いで1959年には「七色仮面」が、1960年には『アラーの使者』が登場し、後者は『ひとみ』で少女漫画化された（漫画は水野英子）。その後、1961年に『ひとみ』は休刊となった。
また、少女誌『少女』では1955年より小説「私のグチ日記」（森いたる）が連載されるようになり、次いで1958年には読者の体験談を基にした最初の漫画である『クラスおてんば日記』（今村洋子）が登場した。この等身大の漫画は後の作品に大きな影響を与えたとされる。その後、『クラスおてんば日記』のスピンオフの『チャコちゃんの日記』（今村洋子、1959年-）、『おてんば天使』（横山光輝、1959年-）、『少女たち』（原作：西谷康二、漫画：牧美也子）などの作品が人気となっていった。『少女ブック』でも1961年に「クラスおてんば日記」と同様の『おセンチおてんば日記』（松浦重光）が登場した。また貸本漫画では1959年に若木書房が『ひまわりブック』シリーズを開始したが、そこでも日常的な生活マンガが一般的となっていき、1964年には若木書房より等身大の『ようこシリーズ』（矢代まさこ）も登場し、後の萩尾望都やや樹村みのりに影響を与えている。

### ラブロマンスと魔女の時代
世界の貿易自由化の波に合わせて日本も1960年に貿易為替自由化計画大綱を策定し、それによって国内製紙メーカーが国際競争力を付けるために設備投資を進めていったものの、過剰生産となって紙余りの状態となり、出版界では紙が使いやすくなった。漫画雑誌での紙の量の増大は作品の描写に用いるコマやページ数の増大でもあり、長ページ化とともに画面の展開手法がより流れるようなものへと変化していった。また1955年には「W3事件」によって週刊少年マガジンで滑稽性やかわいらしさを排除した劇画のブームが起き、少女漫画でも劇画の影響を受けたものが増えていった。
また国民車構想によって1958年に大衆車が登場したことでモータリゼーションが進み、スーパーマーケットや大型書店の支店が全国に広まった。
1960年代なかばごろから1970年代はじめごろには日本は慢性的な貿易赤字から一転した黒字化の定着など高度経済成長がより進展した。人手不足によって格差の大きな縮小が起きて一億総中流となり、三大都市圏への人口移動が続き、大企業での終身雇用の定着とサラリーマンの企業戦士化が進み、生活の向上と安定が強まることで更なる核家族化が進行し、血縁や地縁（ゲマインシャフト）よりも社縁（ゲゼルシャフト）が強くなっていき、恋愛結婚が見合い結婚を上回った。子供では競争社会から来る焦りで母親から過干渉される子供や、逆に放任されて自宅の鍵を学校へと持っていくカギっ子が増えていった。1960年代に第一次塾ブームが起き、1965年には高校進学が70%に達している。また1966年には文部省の留守家庭児童会育成事業補助要綱によって学童保育（放課後児童クラブ）が広まっていった。
そして少女漫画はビッグ・バン的な発展を生じた。量的には、以前には少女雑誌の一部分でしかなかった漫画が雑誌のほとんど全てを占めていくようになり、雑誌の数も、隔週刊が毎週刊化、週刊誌から月刊別冊が、さらにそれぞれが増刊誌を出したり、新創刊が次々と生まれた。需要の性質と量の急激な変化と相まって、10代で雑誌デビューする女性新人がとくに多かったのもこの時代である。デビューの仕方も、それまでの持込や人脈によるものから雑誌の中の漫画講座・コンクール・漫画新人賞からの率が増えていった。これらによって少女の職業選択に少女漫画家という選択が入ってきた。一方で、格段に増えた少女漫画雑誌と経済発展による貸本屋の退潮によって、貸本出版の少女漫画は衰退消滅していく。
漫画教本では前述の手塚治虫に次いで、1962年の少女クラブの別冊付録に石森章太郎の漫画「まんがスクール」が登場した。またトキワ荘では石森章太郎の女性ファンが集まって石森章太郎の「東日本漫画研究会」に女子部が発足し、少女漫画同人誌の『墨汁二滴』が作られ、そこから西谷祥子、志賀公江、神奈幸子らが輩出されている。
テレビの毎週放送の番組や週刊誌が人気となったことで、漫画誌でも週刊化が進んでいった。1950年代後半には既に少年漫画誌で「週刊少年マガジン」や「週刊少年サンデー」が登場しており、少女漫画誌でも1962年に月刊誌「少女クラブ」の後継誌『週刊少女フレンド』が、1963年に月刊誌「少女ブック」の後継誌『週刊マーガレット』が登場した。一方、月刊誌『少女』は後継誌の無いまま休刊となった。この週刊誌化によって少女漫画では新たな方向の模索が行われた。
もともと映画においてロマンティック・コメディの洋画が人気となっており、少女漫画ではフィクション性の強い外国もののラブロマンス（無国籍漫画）が登場した。これには1963年に『りぼんカラーシリーズ』として『りぼん』へと別冊付録された同名の洋画の翻案漫画『ローマの休日』（水野英子）、同年に『週刊マーガレット』で連載された洋画「麗しのサブリナ」が基の『すてきなコーラ』（水野英子）、1964年に『週刊マーガレット』で連載された洋画「ジェニーの肖像」が基の『セシリア』（水野英子）などがある。なお1966年にはテレビのレギュラー番組として「土曜洋画劇場」が登場している。
1952年に長編小説「赤毛のアン」の邦訳が初めて登場し児童にも人気となったが、その後、1962年には学生の頃に「赤毛のアン」の影響を受けたみつはしちかこが少女誌『美しい十代』で4コマ漫画「小さな恋のものがたり」の連載を開始した（1972年にテレビドラマ化）。『小さな恋のものがたり』は4コマ漫画にイラストポエムを挟む構成となっていた。また水野英子のファンであった男性作家あすなひろしはジュニア文芸誌に漫画を掲載するようになり、その影響を受けてポエムコミックという作風を確立していった。あすなひろしの作風は男性作家立原あゆみにも影響を与えている。
また1962年には『りぼん』に変身魔法物の『ひみつのアッコちゃん』（赤塚不二夫）が、1964年には『週刊マーガレット』に超能力物の『おかしなおかしなおかしなあの子』（後の『さるとびエッちゃん』、石ノ森章太郎）が登場した。
また貸本漫画では太平洋文庫を中心に怪奇漫画が多数登場して他の出版社へも広がっていったが、少女向けでは蛇などへの変身譚が登場した。1961年には前述の『虹』に『口が耳までさける時』（楳図かずお）が、1964年には『花』に『ヘビおばさん』（楳図かずお）が登場し、1965年には『少女フレンド』でホラー漫画『ねこ目の少女』（楳図かずお）が、翌1966年には同誌で『へび女』（楳図かずお）が、『週刊マーガレット』で『白ヘビ館』（古賀新一）が連載され人気となった。
ギャグ漫画では1960年代に赤塚不二夫が「りぼん」「少女フレンド」などの少女漫画誌に連載をもっており、その中から『キビママちゃん』（1965年）『ジャジャ子ちゃん』（1965年）『へんな子ちゃん』（1967年）などが登場した。
1955年には石原裕次郎による都会的な青年小説「太陽の季節」が登場して1956年に映画化され、次いで青年向け貸本漫画でも青年物が登場していき、1963年には青年向け短編貸本漫画誌「青春」がヒロ書房より出版され、少女向けでも1960年代後半に同ヒロ書房より少女向け短編貸本漫画誌『おーい青春』、『Oh! 青春』が登場した。しかしながらヤングコミック（1967年）やビッグコミック（1968年）などの青年漫画誌の登場によって青年向け貸本漫画が衰退し、貸本屋の閉店が続いていった。一方、1963年には歌謡曲でも青春を扱った「学園もの」が登場し、テレビからは「チャニング学園」（1964年）などの学園もののアメリカドラマが登場、少女漫画でも1965年に『週刊マーガレット』でアメリカ風ハイスクール物の『マリイ・ルウ』（西谷祥子）が登場し、次いで1966年には同じく『週刊マーガレット』で「青春学園物の草分け」とも言われる『レモンとサクランボ』（西谷祥子）が登場した。また貸本青年漫画誌「17才」で「ロマンスあげます」シリーズを連載していた楳図かずおは、1966年8月より『なかよし』で「ラブコメの原点」とも言われる『ロマンスの薬』（楳図かずお）の連載を開始した。1969年には『週刊マーガレット』に米国舞台のラブコメディ『おくさまは18歳』（本村三四子）が登場し、1970年にはそれが舞台を日本に変更した上でドラマ化され人気となった。同1970年には同誌に米国舞台のラブコメディ『美人はいかが?』（忠津陽子）が登場し、1971年にはこちらも舞台を日本に変更した上でドラマ化されている。
海外ドラマの影響を受けて魔法少女物の流行も起きている。1965年に魔法使いが主役のディズニー実写アニメーション映画「メリー・ポピンズ」が日本でも公開され、1966年にはアメリカドラマ「奥さまは魔女」及び「かわいい魔女ジニー」が日本でも放送されてヒットし、『奥さまは魔女』は週刊マーガレットで少女漫画化されている（作者はわたなべまさこ）。また国内からも魔法少女物のTBSドラマ『コメットさん』（1967年-1979年）や東映アニメ『魔法使いサリー』（1966年-1968年）が登場したが、どちらも原作は横山光輝であり、前者は週刊マーガレットに、後者はりぼんに漫画が連載されることとなった。これらの国産魔法少女のヒットによって「東映魔女っ子シリーズ」は定番となっていき、前述の『ひみつのアッコちゃん』や前述の『さるとびエッちゃん』がそのシリーズとしてアニメ化されている。
なおストーリー漫画が中心になるにつれ少女漫画では少女の心を考えて描く必要が出てきて男性作家では難しくなっていったとされる。

### ロックとスポ根の時代
漫画教本では1966年より別冊マーガレットに『別マまんがスクール』が登場し、これを皮切りに漫画誌で連載されるまんがスクールが増加していった。
またアメリカのロックバンド「ザ・ベンチャーズ」や「ビートルズ」の来日公演と録画放送によって日本でもグループ・サウンズのブームが起きていった。女性向け週刊誌では少女週刊漫画誌『少女フレンド』『マーガレット』と女性週刊誌「女性自身」「ヤングレディ」の間に当たるティーン向け週刊誌がまだ無く、1968年にはグループサウンズの記事が中心のティーン向け週刊誌『週刊セブンティーン』と『ティーンルック』が登場した。また同1968年には多くの漫画雑誌の創刊が行われ、少女漫画誌では『少女コミック』（小学館）が創刊された。
少女漫画や少女向けテレビアニメではヨーロッパやアメリカを舞台した作品が増加していった。特に1960年代には日本人の海外渡航が自由化され、「裕福」で「おしゃれ」なイメージのフランスを舞台にする少女漫画が増えていったほか、留学エージェントの登場によりアメリカへの留学が容易となり、少女漫画では「週刊少女フレンド」にアメリカ留学をテーマとした『ハリケーンむすめ』（杉本啓子、1969年）や『お蝶でござんす』（漫画：神奈幸子、原作：羽生敦子、1971年）が登場した。また素敵なレディを目指す作品も増えていき、『週刊マーガレット』では1965年に『マリイ♡ルウ』（西谷祥子）、1967年に『初恋さんこんにちは！』（本村三四子）、1968年に『Oh! ジニー』（本村三四子）、1970年に『クラス・リングは恋してる』（西谷祥子）が登場した。
また、少女の憧れの職業としてスチュワーデス（航空機の客室乗務員）が浮上した。1970年にはスチュワーデスをテーマとしたテレビドラマ『アテンションプリーズ』が登場し、1971年にはそれが「少女フレンド」で少女漫画化されている（漫画は細川智栄子）。
そのほか、1964年に野球競技を含む「1964年東京オリンピック」が開催され、1966年より少年漫画において野球漫画「巨人の星」を始めとするスポ根が登場して人気を博しており、また、大日本紡績の女子バレーボールチームが「東洋の魔女」として人気となっていたこともあって、少女漫画ではバレーボールのスポ根ものが複数登場した。1968年には『週刊マーガレット』から『アタックNo.1』（浦野千賀子）が、『少女フレンド』から『サインはV』（原作：神保史郎・漫画：望月あきら）が、『りぼん』から『ビバ！バレーボール』（井出智香恵）が登場し、翌1969年には少女コミックでも『勝利にアタック!』（灘しげみ）が登場している。同1969年には『アタックNo.1』がアニメ化され、『サインはV』がテレビドラマ化された。
またボウリング人気が拡大しボウリングブームが起きた。1969年には女子プロボウラーが誕生し、その中の一人として和製ジャンヌ・ダルクこと「中山律子」が台頭した。1971年にはテレビドラマからボウリング物の「美しきチャレンジャー」が登場し、学年誌で漫画化された。少女漫画では同1971年の『別冊なかよし』に『中山律子物語』（原作：八木基克、漫画：いがらしゆみこ）が登場した。
1950年代後半のミッチー・ブームでは軽井沢のテニスコートが出会いの場であったことによりテニスブームが起きており、また、その後のスポ根ブームの影響も受けて、少女漫画ではテニス物も登場した。1969年には週刊マーガレットで『スマッシュをきめろ!』（志賀公江）が、また週刊少女フレンドで『ラケットに約束!』（原作：一ノ木アヤ、漫画：青池保子）が登場し、1973年には週刊マーガレットで『エースをねらえ!』（山本鈴美香）が登場した。『スマッシュをきめろ!』は「コートにかける青春」としてテレビドラマ化され、『エースをねらえ!』はテレビアニメ化された。
また水泳物もブームとなった。1968年には週刊マーガレットで『ただいまの記録2分20秒5』（藤原栄子）が、1969年には少女フレンドで『金メダルへのターン!』（原作：津田幸夫、漫画：細野みち子）が、りぼんで『若あゆのうた』（横山まさみち）が登場し、『金メダルへのターン!』は1970年にテレビドラマ化された。
その他、化粧品ブランド「キスミー」のCMソング「セクシーピンク」によって1959年より「セクシー」という俗語の使用が拡大した。1961年にはアメリカ映画の「ボーイハント」が日本でも公開されるなどして、「ボーイハント」も流行語となった。1960年代後半には「ミニの女王」と呼ばれたツイッギーの来日と共に日本でもミニスカートが流行し、その後「ハレンチ」が流行語となり、少年漫画では「ハレンチ学園」(永井豪)が人気となってドラマ化されたが、女性向けでも「小説ジュニア」（「Cobalt」前身）の「ハレンチくん」（土田よしこ、1968年）や、りぼんコミック連載の『赤塚不二夫先生のハレンチ名作』（赤塚不二夫、1969年）が登場している。その後、赤塚不二夫のアシスタントを務めた土田よしこは赤塚不二夫のギャグ路線を引き継ぎ1973年には『つる姫じゃ〜っ!』を連載したほか、1970年代には倉多江美の『ぼさつ日記』も登場している。

### 終末思想と耽美の時代
核戦争の脅威が高まったことで1960年代より米ソの緊張緩和（米ソデタント）が模索されており、1968年に核拡散防止条約が調印され、1969年より米ソ間で戦略兵器削減交渉（SALT）が行われるようになった。そんな中、ユネスコ会議において「地球と平和の概念を称える日」が提唱され、また、1969年サンタバーバラ沖油流出事故も起き、1970年より米国においてアースデイが開始され、環境問題への注目が高まっていった。少女漫画では1971年に環境問題をテーマにした『日本列島一万年』（美内すずえ）が登場している。
またテレビでは1968年に少年漫画「サイボーグ009」がアニメ化され、1971年に改造人間モノの特撮ドラマ「仮面ライダー」が登場し、少年向けにおいてサイボーグが人気となっていったが、少女向けでも1973年に東映魔女っ子シリーズで魔法に代わって超能力を使うサイボーグ少女の『ミラクル少女リミットちゃん』が登場し、『週刊少女コミック』（漫画：美紀かおり）や学年誌などで漫画化されている。
そのほか1970年代初頭、日本では第二次ベビーブームが起きたものの、第四次中東戦争によって1973年10月に第1次オイルショックが起こると人口抑制が叫ばれ、日本の出生数は減少していくこととなった。また1971年のニクソン・ショックによる米ドルの金本位制の終了により日本では経常収支黒字が続いており、当時固定相場制だったこともあって対策に金融緩和が行われ、それによって通貨供給量が増えていったことでインフレーションが起き、また1972年に登場した日本列島改造論によって地価高騰も起き、それらによって狂乱物価となっていった。そんなオイルショックとインフレーションの中で、1973年11月には16世紀の終末の預言書「ノストラダムスの大予言」が登場して大ヒットし、オカルトブームが始まった。また1970年にはイギリスドラマ「謎の円盤UFO」が日本でもテレビ放送され子供の間でUFOが話題となり、学研の学年誌「コースシリーズ」でも超能力やUFOなどの超常現象の記事が人気となっていった。少女漫画では考古学者が多く登場するようになったとされ、その代表的な作品には新興少女漫画誌『月刊プリンセス』に登場した『王家の紋章』（細川智栄子あんど芙〜みん）がある。
また手塚治虫作品のアニメ化を行っていた虫プロダクションが1966年に経営問題から虫プロ商事を分離し、その虫プロ商事によって1967年に「鉄腕アトムクラブ」の後継となるまんがエリート育成漫画誌「COM」が創刊され、1969年にはその妹誌の『月刊ファニー』も登場した。しかしながら月刊ファニーは1970年に、COMは1971年に休刊し、その雑誌の元投稿者が1970年代に少女漫画誌で活躍するようになった。これには萩尾望都、竹宮惠子、山岸凉子らがいる。彼女らなどは少女漫画に異風のSFやファンタジーをもたらしたが、その生まれが昭和24年前後であったことから花の24年組と呼ばれている。また、白泉社雑誌を場とした少女漫画デビューの男性作家柴田昌弘（サスペンス性・SF的要素・メカニック）、魔夜峰央（ミステリ・怪奇・耽美・ギャグ）、和田慎二（主にアクション）なども少女漫画の世界の拡大に貢献した。そのほか、主人公の成長を描く話（教養小説的作品傾向）が長編化と共に広がり、複数の成功作が生まれる。
一方1960年代後半にはベトナム戦争などの影響で米国において社会そのものを見直すカウンターカルチャーが生じてヒッピームーブメントが起きており、それに伴ってメッセージソングが流行していた。週刊セブンティーンではそんな米国を舞台にした作品として1969年に『ファイヤー!』（水野英子）が登場した。
同時期に日本でもフーテン族が登場したり、大学紛争の全共闘運動が起きている。この全共闘運動において日本でのウーマンリブ運動が起き、その上、1970年代に「かわい子ちゃん歌手」のブームが起きたこともあって「女性上位社会の到来」が予期されるようになり、同時期の少女漫画ではその反動として弓月光の『にくいあんちきしょう』(1970年) や津雲むつみの『おれは男だ!』（1971年-） のような硬派な男主人公の少女漫画が登場し、後者はテレビドラマ化された。また1972年には新左翼による「あさま山荘事件」が起き、少女漫画では1974年に樹村みのりの『贈り物』が登場している。
また三大都市圏への人口集中が問題となっており、1962年には全国総合開発計画が打ち立てられ、1960年代には高速道路や新幹線が開通された。1963年には明るい未来を描いた少年漫画 鉄腕アトムがテレビアニメ化され、1969年には米国のアポロ11号によって人類が月面へと到達したほかスペースコロニー計画も提唱され、また、1970年には日本で大阪万博が開催され、明るい未来が予期されるようになっていった。この頃の少女漫画では「やさしいママと頼りがいのあるパパと誰からも好かれる良い子」という理想の家庭が描かれていたとされる。これよってノンポリなしらけ世代が生まれ、大学紛争は収束した。
海外映画ではイタリア映画作家ルキノ・ヴィスコンティが耽美へと傾倒していき、少女漫画でも耽美の影響が強くなっていった。耽美作品における芸術とは何かは、例えばヴィスコンティの耽美映画「ベニスに死す」（1971年）内のセリフに現れている。登場人物アッシェンバッハが『「美と純粋さの創造はスピリチュアルな行為」であり「（現実の）感覚を通して（知恵、真実、人間の尊厳の）スピリットに到達することは出来ない」』としたのに対して、登場人物アルフレッドは「（芸術に現実の）悪徳は必要であり、それは天才の糧である」と反論している（なお、ここでの翻訳はオリジナルの英語版の映画がベースであり、日本語版の映画には「背徳」などの超訳が含まれる）。
1970年に日本公開されたヴィスコンティの耽美映画「地獄に堕ちた勇者ども」では強姦描写や近親相姦が存在していた。少女漫画の強姦描写では1971年には「りぼん」増刊の『りぼんコミック』において強姦を描いた『しあわせという名の女』（もりたじゅん）や『彼…』（一条ゆかり）が掲載されており、その後、1973年にはりぼん本誌にも強姦描写のある『ラブ・ゲーム』（一条ゆかり）が登場している。また少女漫画の近親恋愛モノでは1970年には「りぼんコミック」に『うみどり』（もりたじゅん）が登場し、1972年には「りぼん」本誌に『おとうと』（一条ゆかり）が登場した。
また欧米では経口避妊薬の登場によって「性の開放」が起きていた。日本でも欧米の影響を受けて少女小説誌やジュニア小説誌でセックスものが流行していき、1974年には映画でもフランス製ソフトコア・ポルノの「エマニエル夫人」が若い女性にヒットし、1975年には邦画からも「東京エマニエル夫人」（日活）が登場した。一方で性教育も問題となり、テレビ番組ではNHKの「こんにちは奥さん」で性教育が取り上げられるようになった。少女漫画では1970年に初めて性が主題の『真由子の日記』（大和和紀）が『週刊少女フレンド』より登場し、その後も『週刊セブンティーン』掲載の『わたしは萌』（立原あゆみ）のようなセックスありきの漫画が登場している。また1970年には学生妊娠物の『誕生!』（大島弓子）も『週刊マーガレット』より登場している。変身物でも1970年に学年誌などで性教育を隠しテーマとした「ふしぎなメルモ」が登場し、1971年にアニメ化された。
またプレイガール物の漫画も登場した。1971年には『なかよし』に『ジェニファの恋のお相手は』（萩尾望都）が、『別冊少女コミック』に『精霊狩り』（萩尾望都）が登場し、1973年には『週刊少女コミック』に『オーマイ ケセィラ セラ』（萩尾望都）が、『りぼん』に『ハートに火をつけて』（一条ゆかり）が登場した。
女性同士の恋愛の漫画も登場している。1971年2月には『りぼんコミック』において『白い部屋のふたり』（山岸凉子）が登場し、同年には週刊マーガレットにも池田理代子の『ふたりぽっち』が、1972年にはりぼん本誌にも『摩耶の葬列』（一条ゆかり）が登場した。
また1960年代後半には西洋においてカウンターカルチャーからゲイ解放運動が起きており、それがアングラブームと結びついていた。日本の実験映画でも1968年に個人映画作家の岡部道男が米実験映画「スコピオ・ライジング」（監督：ケネス・アンガー）の影響を受けてゲイ映画「クレイジーラヴ」を、1969年に映画作家松本俊夫がゲイバーを舞台にした「薔薇の葬列」を製作していた（前述の一条ゆかりのレズビアン漫画『摩耶の葬列』のタイトルの元ネタ）。また一般映画では1969年に少年愛（少年同士の恋愛）を含むイギリス学園映画の「If もしも....」が日本でも公開され、1970年にフランス寄宿学校映画の「悲しみの天使」が日本でも公開された。少女漫画では1970年代に花の24年組を中心として耽美な少年愛モノが増えていった。男同士のベッドシーンが描かれる初期の少女漫画作品としては1972年に別冊セブンティーンで連載された『ゲッシング・ゲーム』（山岸凉子）がある。少年愛では1973年に一条ゆかりが「りぼん」で『アミ…男ともだち』を掲載し、1974年より映画「悲しみの天使」の影響を受けた萩尾望都が週刊少女コミックで『トーマの心臓』を連載し、また、1976年より映画「If もしも....」の影響を受けた竹宮恵子が週刊少女コミックで『風と木の詩』を連載した。
そのほか、当時は1960年代に起きたブルーボーイ事件によって男性から女性への性別移行も注目されていた。少女漫画では1971年10月の『りぼん』に『さらばジャニス』（一条ゆかり）が登場している。また、前述の仮面ライダーでは「変身」が導入され変身ブームも起きており、この変身ブームの影響もあって異性への変身コメディが登場した。例えば1973年にはテレビドラマから「へんしん!ポンポコ玉」が登場し学年誌でも漫画化され、翌1974年には学年誌から「バケルくん」も登場している。同時期の少女漫画では弓月光が男主人公の性転換コメディ『どろん』(1972年)、『笑って許して』(1973年)を『りぼん』に、『ボクの初体験』（1975年-）を『マーガレット』に連載し、このうち『笑って許して』は後の人気少年漫画「らんま1/2」（高橋留美子）にも影響を与えている。またその後も70年代末には児童文学より「おれがあいつであいつがおれで」が登場し（1985年ドラマ化）、1981年には『なかよし』でそれが『なんとかしなくちゃ!』として漫画化されている。
1970年代初頭にはジャンボ機が登場して海外旅行が身近となり、また女性添乗員も登場し、それらに伴って女性出国者の数も急激に増加していった。そんな中で1972年に週刊マーガレットからフランスのベルサイユを舞台にした歴史フィクション漫画『ベルサイユのばら』（池田理代子）が登場し、その後、宝塚歌劇団でミュージカル化され、『ベルばらブーム』が起きることとなる。
また1960年代に司馬遼太郎の歴史小説「新選組血風録」及び「燃えよ剣」が登場してドラマ化され新選組ブームが起きており、少女漫画では『ベルサイユのばら』ブームの後の歴史フィクション物として新選組が注目されるようになった。1973年には「りぼん」に『恋よ剣』（弓月光）が掲載され、1975年には「週刊マーガレット」に『天まであがれ!』（木原敏江）が、1976年には「LaLa」に『あさぎ色の伝説』（和田慎二）が連載され始めた。しかしながら『天まであがれ!』は読者ウケが良くなく連載期間が短縮されたとされる。
また学園漫画では1965年に『りぼん』で『5年ひばり組』シリーズ（巴里夫）が、1972年に『りぼん』で『6年○組○○番』（巴里夫）が登場した。その後、1974年以降、児童文学では「ミス3年2組のたんじょう会」（1974年）、「四年三組のはた」（1975年）を初めとする「○年○組もの」が多数登場するようになっていった。
そのほか、1960年代のエコノミックアニマル化への反省から1970年代には人間性回復が謳われるようになった。音楽では四畳半フォークなどの生活派や叙情派のフォークソングが人気となったほか、歌詞に「愛」を入れた歌が増加していった。また前述の少女アニメ『魔法少女サリー』でも「愛と希望」が強調されていたほか、1960年代後半には恋愛結婚が見合い結婚を上回った。少女漫画では『りぼん』に愛の力を強調する一条ゆかりの作品群が登場し、その中から1972年の『りぼん』別冊付録に結婚しても「心はいつも少女のようで」居たいとする『9月のポピィ』（一条ゆかり）が登場した。また『りぼん』では『乙女ちっくマンガ』と呼ばれる日常の微妙な少女的センスとしての少女趣味的な作品群も登場して支持されていった。乙女ちっくマンガの代表的な作家には陸奥A子、田渕由美子、太刀掛秀子が居る。

### 生活満喫と家庭崩壊の時代
1974年には高校進学が90%に達し、1970年代には高学歴社会の到来によってオーバードクターが話題となっていった。高学歴社会の到来により、若者は全能感を保ちながら新しい知識を吸収し、既存の社会に対する半人前意識を失って社会へと同化することを拒み、居心地の良い青年期の猶予期間（モラトリアム）に留まろうとするモラトリアム人間が多くなったとされる。また、かつては社会のために貢献して自己愛を満たすのが一般的となっていた（社会化された自己愛）が、マスメディアの発展による社会的英雄の失墜とそれによる既存社会への不信によって、自己のための自己愛（裸の自己愛）が一般的となっていったとも言われている。そんな中で社会性よりも時代の空気を重視する時代が到来し、「ナウな」「ナウい」が流行語となり、ギャルや新人類が台頭していく。
また、1970年代以前より子供向け番組の出演者「水森亜土」（あどタン）が人気となっており、あどタンの使う亜土文字や亜土言葉は少女の間で今風と評価されていた。1970年代の少女漫画では『別冊少女フレンド』に『UッK-UK-亜土ちゃん』や『あなたと亜土たんのおてまみ広場』が連載されていた。また1960年代後半に「亜土ネコミータン」などの水森亜土イラストのキャラクターグッズを発売していた山梨シルクセンターが1970年代にサンリオとなって台頭し、1971年にはサンリオが新宿でファンシーグッズのショップを構え、1974年にはオイルショックによる紙不足を見越して事前に紙を調達していたサンリオが安価にファンシーノートを提供してブームを起こした。これらの流れによって若い女性の間では「かわいい」「ファンシー」がブームとなっていった。一方、少女漫画誌『りぼん』でもたびたび水森亜土のイラストのグッズを付録にしており、1974年にはアイドルグッズの付録を減らして少女漫画絵のかわいいグッズを付録するようになった。また『なかよし』でもそれに対抗していき、ファンシーグッズの増加とおこづかいの制約によって少女漫画の輪番購入による回し読みと付録の交換文化が生まれ、グッズの贈り合いのほか、お菓子や手紙などの贈り合いも一般化していった。このファンシーグッズの流れは80年代消費社会へと続いていくこととなる。
また『りぼん』の近況欄ではしらいしあいを皮切りに漫画家がかわいい変体少女文字（丸文字）を使い始め、1974年頃には少女の間でも変体少女文字が使われ始めるようになり、1978年にはそれが普及したとされる。「かわゆい」という語も『りぼん』の『キノコ♥キノコ』（みを・まこと）のキャッチコピーや『週刊少女フレンド』などで使われ始め、1980年代初頭には「ウッソー」「ホントー」「カワユーイ」の三語が流行していった（三語族）。
上記の流れは男性にも波及し、少女漫画が男性読者にも注目されるようになり、少女漫画の影響を受けた絵柄や心理描写も少年漫画へと波及し始めた。また作家の環境として貸本出版が消滅した代わりに、学校において漫画研究会（漫研）部が増え、コミックマーケットなどの同人誌即売会が広がって作品発表とファン交流の場を与えた（後述）。作家の年齢層も上がっていった。また、漫画道具が多様になっている。昭和30年代にはカブラペンなどわずかだったが、1970年代には多様なペンとスクリーントーンが使われるようになっている。
また、新少女漫画誌のブームが起き『花とゆめ』（1974年）『りぼんデラックス』（1975年）『プチマーガレット』(1976年)『LaLa』（1976年）『リリカ』（1976年）『プチコミック』（1977年）『ちゃお』（1977年）『ぶ〜け』(1978年)『プリティプリティ』（1978年）などの雑誌が創刊されたほか、1978年には秋田書店の『ひとみ』も再創刊されている。そのうち『リリカ』はサンリオが海外も視野に入れて創刊したものであり、4コマ漫画の『HELLO KITTY』（清水侑子）ほか絵本的な漫画を連載していたものの、1979年に休刊となっている。
ペットでは1960年代に従来の番犬に代わって室内犬が人気となっていき、1970年代にはアニメシリーズの世界名作劇場より「フランダースの犬」（1975年）や「あらいぐまラスカル」（1977年）などの動物モノが登場して人気となった。少女漫画からは1977年に『ぼくの鈴ちゃん』（たかなししずえ）が、1978年に『おはよう!スパンク』（原作：雪室俊一、漫画：たかなししずえ）が登場し、後者は1981年にアニメ化されている。
またテレビアニメにおいては1970年に擬人化物である「みなしごハッチ」（1970年）が人気となって、その後も擬人化物のアニメが次々と製作されるようになり、少女漫画からも1975年に「なかよし」で擬人化犬ものの『わんころべえ』（あべゆりこ）が登場している。また、1978年には「LaLa」で猫耳ものの『綿の国星』（大島弓子）が登場し、1980年前後には若者の間で猫耳をファッションとして身に着けることが流行して社会現象となった。
また世界名作劇場以外でも西洋舞台の名作文学の雰囲気を持つ作品が登場した。1975年、『なかよし』に名作文学の雰囲気を持つ『キャンディ♡キャンディ』（原作：水木杏子、漫画：いがらしゆみこ）が登場し、1976年にアニメ化され人気となり、『なかよし』の部数を押し上げた。1978年には『りぼん』でもそれに対抗した『ハロー!マリアン』（佐伯かよの）が登場した。また、1979年には『キャンディ♡キャンディ』の後番組として東映魔女っ子シリーズからも西洋舞台の「花の子ルンルン」が登場し、その影響などによって「ルンルン気分」という言葉や「ルンルン」という擬音が広く流行した。一方、少年漫画では「ぶりっ子」という言葉が流行し、それに符合する女性アイドル松田聖子が人気となり、女学生にも聖子ちゃんカットが流行となった。松田聖子は1980年代における「少女期の拡大」の典型例とも言われている。少女漫画では例えば『りぼん』に『るんるんこりす姫』（みよし・らら、1981年-）が登場している。一方、ぶりっ子が増えることで反ぶりっ子感情も登場し、1981年には現役高校生作家による小説『1980アイコ十六歳』が登場してドラマ化および映画化され、1982年にはそれが週刊マーガレットで少女漫画化されている（漫画は飯塚修子）。
1970年代中盤よりファッション誌の旅行特集によって女性の個人旅行が人気となり (アンノン族)、1977年にはコンパクトな初のオートフォーカスカメラであるジャスピンコニカ（コニカC35AF）が登場して女性にも人気となった。また、1975年にファッション誌「JJ」が登場してニュートラを初めとするブランドブームが起き、1981年にはブランド小説「なんとなく、クリスタル」がヒットしてブランド志向の若者は「クリスタル族」と呼ばれるようになった。少女漫画では1970年代後半より外国を舞台とした作品が減少していき、代わりにセレブ物の『有閑倶楽部』が登場して人気となった。
また、1982年に西武百貨店のキャッチコピー「おいしい生活」がヒットすると、いかに日々の生活を満喫するかという価値観が広まり、フィクションよりも現実世界を追い求める風潮が強まった。女性はおいしい生活を求めて男を求めるようになり、「愛人バンク 夕ぐれ族」の登場によって援助交際が増加していった。この頃に青年漫画では「愛人」、ドラマでは「愛人バンク殺人事件」（土曜ワイド劇場内）が登場し、少女漫画でも『愛人志願落第生』（くさか里樹）が登場している。
また1980年には性豪ジャコモ・カサノヴァの伊米合作映画『カサノバ』が日本でも公開され、少女漫画では1983年にタラシヒーローの『東京のカサノバ』（くらもちふさこ）が登場して人気となった。「くらもちふさこ」はその後も三股ヒーローの『A-Girl』（1984年）などを出している。
またヤマハ音楽教室などによってピアノの普及が進んだことで、ピアノ物の少女漫画も登場し人気となった。これには1975年よりの『オルフェウスの窓』（池田理代子）や、1980年よりの『いつもポケットにショパン』（くらもちふさこ）がある。その後、1985年、バラエティ番組「天才・たけしの元気が出るテレビ!!」の「お嬢さまを探せ」のコーナーによって若者の「お嬢さまブーム」が起きてすぐに、ソ連の天才ピアニストのスタニスラフ・ブーニンが来日して人気となり、ブーニンはその追っかけの対象となったとされる（ブーニン現象）。
不良ブームも起きている。1968年よりアメリカの暴走族映画の影響を受けて日本映画からも「不良番長」シリーズが登場し、1971年にはスケバン物の「女番長シリーズ」も登場し、1973年にはヤクザ映画まで仁義物ではない「実録シリーズ」（「仁義なき戦い」など）が登場した。1970年代には不良少年がオートバイを手に入れ暴走族となって広域で徒党を組むようになり、また、1970年代後半には中学校や高等学校において先生などに対する校内暴力が増えていき問題となった。1980年代にはロングスカートが流行し、「なめ猫」や尾崎豊も登場、不良に憧れる少女が増加していていった。そんな空気の中で、少女漫画では1977年に『プチコミック』で不良ヒーローを据えた『ハイティーン・ブギ』（原作：後藤ゆきお、漫画：牧野和子）が登場し、1982年に映画化された。また1981年には不良風キャラの登場する少年漫画「Dr.スランプ」がテレビアニメ化されて人気となり、『りぼん』でもそのアニメの付録が登場し、翌1982年には『りぼん』からも不良ヒーロー物のメディアミックス『ときめきトゥナイト』（池野恋）が登場して人気となった。1985年には『別冊マーガレット』からも暴走族物の『ホットロード』（紡木たく）が登場しヒットした。
また、原宿では1977年に歩行者天国（ホコ天）が設けられ、その後、派手な衣装を提供する「ブティック竹の子」やフィフティーズ・ルック（1950年代アメリカファッション）を提供する「ピンク・ドラゴン」（「クリームソーダ」ブランドなど）が開業されると、ホコ天にディスコを踊る竹の子族やロカビリーを踊るローラー族が登場した。その後、原宿のホコ天を巻き込んだバンドブームがあり、少女漫画では『愛してナイト』（多田かおる、1981年）、『愛の歌になりたい』（麻原いつみ、1981年）、『プラスティック・ドール』（高橋由佳利、1983年）、『ダイヤモンド・パラダイス』（槇村さとる、1984年）、『アンコールが3回』（くらもちふさこ、1985年）、『3-THREE-』（惣領冬実、1988年）などのバンド物が登場した。
そのほか、日本でもギャルが台頭した。1975年にアメリカ西海岸（ウェスト・コースト）のスポーツ文化（スキー、テニス、ドライブ、サーフィンなど）を特集する男性誌「POPEYE」が登場して少年に人気となり、1978年には少女向けでもアメリカ西海岸のギャル文化を特集をする「ギャルズライフ」（主婦の友社）が登場した。1980年にはその増刊として少女漫画誌の『ギャルズコミック』（後の『ギャルコミ』）も登場している。また、旧来の少女漫画誌でもアメリカ西海岸を舞台したものが多数登場して人気となっていった。これには1978年より「別冊少女コミック」で連載されたサンディエゴ舞台の『カリフォルニア物語』（吉田秋生）、1980年より「LaLa」で連載されたロサンゼルス舞台の『エイリアン通り』（成田美名子）、1981年より「別冊少女コミック」で連載されたロサンゼルス舞台の『ファミリー!』（渡辺多恵子）などがある。
しかしながらギャルズライフはだんだんヤンキー路線を取るようになっていき、1980年代初頭に新たなギャル雑誌「Popteen」「キャロットギャルズ」「まるまるギャルズ」などが登場すると、1984年にはギャル雑誌を標的とした図書規制法が立案され、法案が成立しなかったもののギャル雑誌の衰退するきっかけとなった。「ギャルズライフ」はリニューアルして「ギャルズシティ」となったものの約一年で休刊となり、その後、その増刊だった『ギャルコミ』も休刊した。
またスパイ・アクションも台頭している。前述の西部劇のテレビ放送によってガンブームが起きており、1964年にスパイ・アクション映画「007/危機一発」が日本でも上映されヒットし、1970年に「007 ロシアより愛をこめて」として再上映されていた。少女漫画では1976年よりスパイ・アクション漫画の『エロイカより愛をこめて』（青池保子）が登場して人気となったほか、1978年より連載の人気ナンセンスギャグ漫画『パタリロ!』（魔夜峰央）にもスパイのバンコラン少佐が登場している。
1974年には宇宙SFのテレビアニメ「宇宙戦艦ヤマト」が登場し、1978年には宇宙SF映画「スター・ウォーズ」が日本でも上映され、宇宙SF物がブームとなった。この頃の少女漫画では『11人いる!』（萩尾望都、1975年-）、『最終戦争シリーズ』（山田ミネコ、1977年-）、『樹魔・伝説』（水樹和佳、1979年-）、『ブレーメン5』（佐々木淳子、1980年-）などのSF物が登場している。
また1970年代後半にはオカルトブームの中から欧米のニューエイジという思想が精神世界という名前で日本にも広まった。少女漫画では1983年に植物の精神世界へと入って戦う『ダークグリーン』（佐々木淳子）が登場している。
狼男のブームも起きている。1980年代初頭にアメリカ映画から「ハウリング」「ウルフェン」「狼男アメリカン」「狼の血族」などの狼男ものが登場し、少女漫画からも1984年に『ムーン・ライティング』（三原順）が登場した。
1972年に中学校での、1973年に高等学校でのクラブ活動が必修化され、学校では漫画研究会（漫研）部が増えていった。また1972年にはSF大会の流れを組んだ漫画イベント「日本漫画大会」も開始された。1976年にはSF雑誌「奇想天外」が登場し、1978年にはその雑誌の別冊として「SFマンガ大全集」が登場した。翌1979年にはSF漫画誌「リュウ」及び「少年少女SFマンガ競作大全集」が、1982年にはSF漫画誌『ウィングス』が、1983年にはSF漫画誌「月刊スーパーアクション」が登場したが、その後のSFの衰退によって『ウィングス』は少女漫画誌となっていった。
一方、1975年には前述の「日本漫画大会」を追い出された漫画批評集団「迷宮」によって「コミックマーケット」が立ち上げられた。コミックマーケットでは当初少女漫画の同人誌が流行していたものの、新漫画誌の創刊ブームが起きたことで第一世代の作家が『LaLa』などの新興商業誌に流れていったとされる。また少年愛でもコミケの流れを汲むニューウェーブとして「花の24年組」の少年愛路線を引き継いだ耽美派商業雑誌「JUNE」（1978年）や「ALLAN」（1980年）が登場した。1980年には『花とゆめ』に漫研および同人誌即売会を舞台にした少女漫画『コミック・フェスティバル』（佐々木倫子）が掲載された。一方、コミックマーケットでは作家の入れ替わりによってアニメのパロディ（アニパロ）漫画が台頭し、1982年にはアニパロ中心の商業漫画誌「アニパロコミックス」が登場した。アニパロでは少年アニメなどをパロディしたショタ物の「やおい漫画」だけでなく少女アニメなどをパロディしたロリ物の「ロリコン漫画」も登場しており、その流れで生まれた商業ロリコン漫画誌の一つ「プチ・パンドラ」（1984年）は後の少女漫画家武内直子にも影響を与えている。
また、1970年代には商業漫画でも国内作品のパロディ物が登場するようになった。少年漫画では「月光仮面」のパロディ漫画「けっこう仮面」（1974年-）などが登場して人気となり、少女漫画でも「伊賀の影丸」のパロディ漫画『伊賀野カバ丸』（亜月裕、1979年-）が登場して人気となった。
1970年代より宅配便が発展し、またマイコン技術による多品種小量生産も広がっていく。1976年には家庭用のVHSビデオデッキが登場して人気となっていき、1979年には音楽を持ち運ぶウォークマンという個人化的製品が登場してヒット、軽薄短小や分衆という言葉が誕生した。第一次バンドブームも起きて、音楽以外でもノリが重要となっていきノリの悪いネクラに対する差別が起きるようになった。そんな中で、1980年代中盤には正義感のあるスケバン物が登場した。ドラマでは『花とゆめ』に連載されていた『スケバン刑事』（和田慎二）が1985年にテレビドラマ化されて人気となり、翌1986年にはその対抗としてオリジナルテレビドラマ「セーラー服反逆同盟」が登場したものの、後者のコミカライズは少年誌となっていた。また1985年には不良少女物の『花のあすか組!』（高口里純）と共に新少女漫画誌『月刊ASUKA』が創刊され、その漫画が1988年にテレビドラマ化されている。
またアメリカでのウーマン・リブ運動の影響によって1976年には翻訳小説「飛ぶのが怖い」が登場し、翌1977年には自由を謳歌する「翔んでる女」が流行語となった。またそれによってかよらずか離婚も増加していた。翌1978年にはアメリカ映画より「結婚しない女」が登場し日本でも人気となった。女性誌では1977年に「an・an」「non・no」「JUNON」の上位誌としてニューファミリーをメインターゲットに据えた「クロワッサン」「MORE」「ARURU」が登場したものの部数が伸びず、1978年には「ARURU」が休刊し、「クロワッサン」も「女の新聞」へとリニューアルされ、それにより「クロワッサン」は離婚を含めたシングル謳歌を広めていくこととなった。1979年には「キャリアウーマン」が流行語となり、また、同年にはハーレクイン小説の日本語版も登場している。1980年には女性向け就職情報誌とらばーゆが誕生し、「とらばーゆする」が流行語となり、働く女が一般的となっていった。1980年代には日本の貿易黒字が世界最高になり、1986年の男女雇用機会均等法の施行で女性の職業選択の幅も広がった。一方で1982年には翻訳書「シンデレラコンプレックス」やエッセイ集「ルンルンを買っておうちに帰ろう」が登場して話題となり、シングル謳歌願望から結婚願望への揺り戻しが起こり、結婚情報サービスの数も増加していった。そんな中で1980年代半ばにはOL向け女性漫画誌の『オフィスユー』が登場した。
一方、1970年代後半には前述の校内暴力に合わせて子供から親への家庭内暴力も注目されるようになった。またテレビドラマでは1976年の嫁姑問題物の「となりの芝生」で「辛口ホームドラマ」が確立し、次いで1977年夏には家庭の崩壊を描く「岸辺のアルバム」が登場、その後の主婦向けのドラマでは「金曜日の妻たちへ」（1983年）や「くれない族の反乱」（1984年）のような不倫物が流行して「金妻症候群」や「金妻する」や「くれない族」が流行語となった。1984年には離婚家庭の増加によって離婚家庭が死別家庭を上回り、1985年には小説「家庭内離婚」が登場して翌1986年にそれがドラマ化され同語が流行語となり、同1986年には「タンスにゴン」のCMから「亭主元気で留守が良い」というキャッチコピーが登場して流行語となった。この頃に大人の女性向けの漫画が成長し、離婚や不倫などをテーマとしたレディースコミックがジャンルとして確立した。少女漫画でも家庭崩壊物の『夢虫・未草』（大島弓子、1983年）や『子供はなんでも知っている』（岩館真理子、1990年）が登場している。またその後にはレディースコミックよりも下の世代向けのジャンルとしてヤング・レディースも登場した。
また、1983年にフジテレビのゴールデンタイムのドラマ枠「月曜ドラマランド」が登場し、その枠で4コマ漫画や少女漫画のドラマ化が行われるようになった。初期のドラマ化された少女漫画作品には『あんみつ姫』（倉金章介）と『うっふんレポート』（弓月光）が存在する。
その後、1985年4月にはフジテレビで高校生アイドルオーディション番組「夕やけニャンニャン」が始まり、その番組の中でアイドルグループ「おニャン子クラブ」が結成された。同年7月リリースのデビュー曲「セーラー服を脱がさないで」がヒットし、この頃にブルセラショップが誕生して90年代に掛けて増加していく。一方、同7月には「東京女子高制服図鑑」が出版されて学校選びに制服のデザインが注目されるようになり、またDCブランドブームもあって、学校ではブレザー型の制服へのモデルチェンジが進んでいった。なお前述のドラマ枠「月曜ドラマランド」では「おニャン子クラブ」を起用して『有閑倶楽部』（一条ゆかり）、『ピンクのラブソング』（飯塚修子）、『ないしょのハーフムーン』（赤石路代）などの少女漫画がドラマ化された。
1987年には「おニャン子クラブ」から工藤静香がソロデビューを果たして人気となり、少女漫画からは1989年に工藤静香似の主人公の『マリンブルーの風に抱かれて』（矢沢あい）が登場した。また同1989年にはアイドル歌手「田村英里子」がデビューしてそのタイアップテレビアニメ『アイドル伝説えり子』が放送され、そのアニメが『月刊ASUKA』で少女漫画化されている（漫画は河原歩）。
また、1981年にはニューハーフの六本木美人「松原留美子」がデビューして「ニューハーフ」という言葉が定着した。このニューハーフブーム受けて、少年漫画から同年に「ストップ!! ひばりくん!」が登場し人気となって1983年5月にテレビアニメ化された。少女漫画からは同1983年3月に『前略・ミルクハウス』（川原由美子）が、1986年に『ここはグリーン・ウッド』（那州雪絵）が登場している（男の娘#漫画史）。
その他、1980年代には「少年隊」や「光GENJI」などのジャニーズ事務所所属の少年アイドルグループのブームもあり、少女漫画でも『別冊少女コミック』に少年アイドルグループ物の『はじめちゃんが一番!』（渡辺多恵子）が登場している。
『キャンディ♡キャンディ』のような西洋を舞台とした大河的な少女漫画およびそのアニメ化も続いていた。1982年には『週刊少女コミック』に同じく西洋舞台の『ジョージィ!』（原作：井沢満、漫画：いがらしゆみこ）が登場して1983年に「レディジョージィ」としてアニメ化され、1983年には『ちゃお』に西洋舞台の『アルペンローゼ』が登場して1985年に「炎のアルペンローゼ ジュディ&ランディ」としてアニメ化され、1986年には『ひとみ』に西洋舞台の『レディ!!』（英洋子）が登場して1987年に「レディレディ!!」としてアニメ化され、1988年にはその続編アニメの「ハロー!レディリン」も登場している。東映アニメーションは「レディレディ!!」を「純粋な少女漫画路線」と評している。
また、占いは昔から少女誌に存在したが、1980年代にはおまじないが人気となっていく。1970年前後、コンピュータ商法のブームからデパートにコンピュータ占いの機械が登場する。1978年12月、星占いの専門誌「星占い手帳」が登場し、翌1979年4月には少女向け星占い誌「My Birthday」が登場したが、「My Birthday」ではおまじない関連の投書を掲載しておまじないの投書がブームとなり、1982年にはおまじないをまとめた本「私の知ってるおまじない」も登場した。少女漫画誌では『りぼん』におまじないグッズの付録が登場するようになったほか、乙女チックラブコメから『ため息の行方』（陸奥A子）のようなアニミズム的な作品が登場した。また1986年2月には前述の「My Birthday」の増刊として漫画誌『おまじないコミック』が登場し、同年4月にはコミックの掲載のある少女誌『ピチレモン』も登場。おまじないブームが拡大していった。
また、1970年代のオカルトブームは、1980年代に前世ブーム（戦士症候群）となった。少女漫画では1986年に『花とゆめ』でそれをモチーフとした『ぼくの地球を守って』(日渡早紀) が登場して人気となり、その後そのフォロワーとして『ウィングス』に『シークエンス』（みずき健）が登場した。この『シークエンス』によって少女の自殺未遂事件が起きている。
1977年にはイタリアのホラー映画「サスペリア」が、1979年にはアメリカのホラー映画「ハロウィン」が、1981年にはカナダのホラー映画「プロムナイト」が日本でも上映され、また1977年には日本映画からホラーコメディ映画の「ハウス」が登場し、ホラービデオでは1986年にトロマ・エンターテインメントが「ホラー・パーティ」を出していた。少女漫画や女性漫画では1985年に朝日ソノラマが「ホラー・オカルト少女マンガ」誌『ハロウィン』を、1986年に大陸書房が「ホラー少女コミック」誌『ホラーハウス』を、1986年に近代映画社が「ファンタスティック&ホラーマンガ」誌『プロムナイト』を、1987年に秋田書店が「100%恐怖コミック」誌『サスペリア』を、1988年に主婦と生活社がホラー誌『ホラーパーティー』を創刊した。
また1980年代にはミステリー少女小説のブームも起きている。1982年に赤川次郎の一般小説「三姉妹探偵団」が登場して1986年にフジテレビでテレビドラマ化され、少女小説でも1987年に「赤い靴探偵団シリーズ」 が、1988年に「放課後シリーズ」が登場して人気となった。少女漫画誌や女性漫画誌ではミステリーと名前の付く漫画誌が多数創刊された。これには1985年創刊の『ミステリー La comic』（後のラ・コミック）、1986年創刊の『ミステリーJour Special』、1988年創刊の『ミステリーボニータ』と『セリエミステリー』と『Mystery I』、1989年創刊の『BE・LOVE ミステリー』と『Sakura mystery』（後のミステリーサラ）などがあった。
そのほか、1970年代後半に欧米でニュー・ウェイヴやパンク・ロック、インディー・ロック、オルタナティヴ・ロックなどのブームが起きており、1980年代には日本でもインディーズレーベルの「ナゴムレコード」（1983年）、「TRANS RECORDS」（1984年）、「キャプテンレコード」（1985年）などが登場してサブカル誌「宝島」がそれらを取り上げるようになった。1989年には「宝島」の派生として女性向けファッション誌の「CUTiE」が登場し、翌1990年にはそこでサブカル系に生きる少女をテーマとした漫画『東京ガールズブラボー』（岡崎京子）が登場した。また、少女漫画誌では1986年に『りぼん』でサブカル系漫画（ガロ系）の影響を受けたと言われるさくらももこがシュールさの残る『ちびまる子ちゃん』の連載を開始した。
また、少年漫画にも高橋留美子を皮切りに女性漫画家が進出、少女漫画の読者層であった少女たちも少年漫画や青年漫画を読むことが一般的になっていった。1986年には青年漫画誌「ビッグコミックスピリッツ」と「コミックモーニング」が週刊誌化され、青年漫画が大きく成長したことによって、くじらいいく子や山下和美や岡野玲子のように青年漫画を手がける女性少女漫画作家も登場した。これらによって少女漫画の手法や少女漫画的なテーマが少年漫画や青年漫画の世界にも広く普及することになった。

### 個性と癒やしの時代
1980年代後半に不動産バブルによるバブル景気が起きたことで、その対策として1990年に土地関連融資の総量規制が行われたが、バブル崩壊が発生し、1990年代は平成不況が続くこととなった。節約ブームが起こり、100円ショップが成長し、のちに失われた10年といわれる低迷した過渡期に入る。会社ではリストラや非正規雇用が拡大し、社縁が薄くなっていく。世帯収入の減少と共に共働き世帯が増えて専業主婦世帯の数を上回り、カギっ子は一般的となった。1980年代に始まったゆとり教育では1989年の学習指導要領改訂によって「個性重視の原則」が導入され、また新聞では同じ頃より自分探しという言葉が登場して、1994年頃よりその言葉の使用が増え始めたほか、マイブームという言葉も登場し、1997年にはその言葉が流行語となる。
また1990年代には「テトリス」や「ぷよぷよ」などの落ち物パズルのブームなどによって少女にもゲーム機が普及し、少女漫画のゲーム化や少女漫画誌でのゲームコミカライズが行われるようになり、少女漫画でもファンタジー物が流行していった。
1990年代後半にはWindows 95の登場によってインターネットが普及していき、2000年代にはe-Japan構想によって学校教育にインターネットが取り入れられるようになり、携帯電話のインターネット料金定額化（パケット定額制）が行われ、ソーシャル・ネットワーキング・サービス（SNS）が普及し、インターネット上での繋がりが増していった。
1990年代にはバトルヒロイン物の少女漫画が流行した。1980年代の美少女ブームの影響を受けて1989年より特撮の東映不思議コメディーシリーズでも美少女シリーズが開始され、その中の一つ「美少女仮面ポワトリン」の影響を受けて、少女漫画からも『美少女戦士セーラームーン』（武内直子）が登場し、アニメ化され大ヒットした。このヒットによって、ギャグ漫画の『赤ずきんチャチャ』（彩花みん）もバトルヒロイン物としてアニメ化されることとなったほか、1990年代後半の魔法少女物のメディアミックス『カードキャプターさくら』（CLAMP）や『スーパードール★リカちゃん』（漫画版は征海未亜）も魔法バトルが中心となっていた。その後の「プリキュアシリーズ」以降はアニメ原作のコミカライズが少女漫画誌に連載されるようになっている。
また中華モチーフの少女漫画も複数登場した。1970年代に日中国交正常化と香港映画のブームが起き、1980年代に赤い人民服風の衣装を着たイエロー・マジック・オーケストラ (YMO) が流行し、中国雑貨の人気が上昇していき、1987年には「週刊少年サンデー」から高橋留美子の「らんま1/2」が登場して1989年から1992年に渡りアニメ化され女性にも人気となっていたほか、1994年にはDr.コパが火付け役となってインテリアを中心に風水ブームが起きていた。そのため1990年代には少年漫画だけでなく少女漫画からも中華モチーフの『ふしぎ遊戯』（渡瀬悠宇、1992年-）や風水バトルの『Dr.リンにきいてみて!』（あらいきよこ、1999年-）が登場してアニメ化された。
1990年代中盤にヒーリングを含むスピリチュアル・ブームが起き、また同時期には癒し系アイドルも人気となり、1997年にはアロマなどの癒し商品も人気となり、1999年には癒し系キャラの「たれぱんだ」も人気となった。少女漫画では1998年に心の傷を癒やすことをテーマとした『フルーツバスケット』（高屋奈月）が登場して人気となり、2001年にアニメ化されている。またオウム真理教による地下鉄サリン事件で一度廃れた「守護霊」も2005年より江原啓之らが看板のテレビ番組「オーラの泉」によって再興され、少女漫画では2006年に『しゅごキャラ!』（PEACH-PIT）が登場して2007年にアニメ化されている。
その他、1990年代には小動物ブームも起きていた。児童漫画誌連載の「ハムスターの研究レポート」（大雪師走）によってハムスターブームが起き、1994年には『なかよし』にハムスターが人間となる『さくらんぼねむり姫』（片岡みちる）が登場し、1997年には学年誌から「とっとこハム太郎」（河井リツ子）が登場して『ちゃお』にも掲載され、2000年には『なかよし』にゲーム原作の『どこでもハムスター』（猫部ねこ）が登場した。また1996年には携帯型育成ゲーム機「たまごっち」シリーズが登場して人気となり、1997年より『なかよし』にて『てんしっちのたまごっち』（かなしろにゃんこ）が連載されたほか、1997年にはゲーム「ポケットモンスター」のアニメ版が始まって大人気となり、同年より『ちゃお』にて『ポケットモンスター PiPiPi★アドベンチャー』(月梨野ゆみ) が連載された。2000代前半には『ちゃお』に妖精が主役の『ミルモでポン!』（篠塚ひろむ）が連載されてアニメ化され低学年の人気を得たほか、宇宙人が主役の『ぱにょぱにょデ・ジ・キャラット』（ひな。）も連載れていた。『なかよし』もこの頃に宇宙人が主役の『どーなつプリン』（猫部ねこ）や、ジンが主役の『よばれてとびでて!アクビちゃん』（上北ふたご）を連載している。2009年にはサンリオのジュエルペットがアニメ化されて人気となり、その後『ちゃお』や『ぷっちぐみ』や学年誌でコミカライズされた。
百合のブームも起きている。1990年代の『美少女戦士セーラームーン』の同人漫画では「やおい漫画」の延長として女性同士の同性愛ものが多く登場していた。1998年、少女小説誌「Cobalt」において現代のエス小説とでも言うべき「マリア様がみてる」が登場し人気となり、2003年より『マーガレット』で漫画化され（漫画：長沢智）、2004年にアニメ化された。2003年には「男子禁制」を謳う百合漫画誌『百合姉妹』（マガジン・マガジン）が登場し、2005年にはその実質的後継誌として『コミック百合姫』（一迅社）が誕生している。一方、百合要素のあるスポーツ物では1997年のアニメに「バトルアスリーテス大運動会」が存在していたが、少女漫画でも2004年に『ちゃお』でギャグ物の『スパーク!!ララナギはりけ〜ん』（もりちかこ）が登場している。
また1990年代の少女漫画の夕方アニメ化ブームではそれが男性にも影響を与えており、少女漫画では2005年に『ChuChu』でアニメオタクの義兄をテーマとした『アニコン』（やぶうち優）が登場している。また、2000年代にはバラエティ番組「学校へ行こう!」の「みのりかわ乙女団」に登場した「乙女系男子」という言葉も流行し、少女漫画では2006年に『別冊花とゆめ』で『オトメン（乙男）』（菅野文）が登場して2009年にドラマ化され、同年に「オトメン」が流行語となった。またメイド喫茶の流行と共に「萌え」が一般人へも広がって2005年に流行語となり、少女漫画では少年にメイド服を着せた作品が登場した。2006年には『LaLa』でメイド喫茶などを舞台とした『会長はメイド様!』（藤原ヒロ）が（2010年にアニメ化）、2008年には『B's-LOG COMIC』で擬似家族物の『少年メイド』（乙橘）が登場し（2016年にアニメ化）、同2008年には『なかよし』でも萌え少年をテーマとした『萌えキュン!』（桃雪琴梨）が、2009年には『ちゃお』でも『メイドじゃないもん!』（いわおかめめ）が登場している。
またゲーム会社「エニックス」によりファンタジー物を中心とする少年漫画誌「月刊少年ガンガン」（1991年）及びその派生誌「月刊Gファンタジー」（1993年）が登場し、1999年にはその派生として少女漫画誌『月刊ステンシル』が登場した。その後、2001年にエニックスお家騒動が起きるとエニックス社員の一部が独立して新会社「マッグガーデン」を立ち上げ、一部の連載漫画もマッグガーデンの新雑誌「月刊コミックブレイド」へと移籍されることとなった。少女漫画では『月刊ステンシル』に連載されていたヒーリング漫画『AQUA』（天野こずえ）が移籍されて『ARIA』となり、2005年にアニメ化されて人気となった。
平成のスイーツブームも起きている。80年代後半のバブル期のフランス料理疲れに次ぐイタ飯（イタリア料理）ブームからデザートのティラミスに注目が集まり、大手女性誌「Hanako」の宣伝もあって、平成のスイーツブームが始まった。また、1993年開始のフジテレビのバラエティ番組「料理の鉄人」によってパティシエが注目となっていた。少女漫画からは2008年に『夢色パティシエール』（松本夏実）が登場し、その後アニメ化されている。
1990年代にはローティーン向けファッションの流行も起きた。1980年代後半よりローティーン向けファッション雑誌「ピチレモン」が登場し、次いで登場したナルミヤ・インターナショナルの子供服ブランド「mezzo piano」や「エンジェルブルー」が人気となり、1990年代にはハナコジュニア世代を中心に幼い頃からファッションに興味を持つ少女が増えていった。この世代は状況に見合った格好をしつつもリボンやレースなどの女性的なものを好んでいるとされる。しかしながら少女漫画誌でこれら子供服ブランドとのタイアップ漫画が行われたのは2000年代に入ってからであった。ちゃおは2002年よりmezzo pianoとのタイアップ漫画『シンデレラコレクション』（今井康絵、2002年 - 2004年）を、なかよしは2007年よりエンジェルブルーとのタイアップ漫画『夢みるエンジェルブルー』（白沢まりも・2007年 - 2009年）を連載した。しかしながら、エンジェルブルーブランドは2010年に休止となった。
1977年より男児向け食玩シールの「ビックリマン」が登場してブームとなり男児の間で「シール交換」が人気となっていったが、ビックリマンは女児も収集を行っていたとされる。少女漫画では1991年より『ぴょんぴょん』でビックリマンを基にした『愛の戦士ヘッドロココ』（藤井みどり）が連載されている。また一般的なシールの交換も行われており、コレクションするためのシール帳も人気となっていった。
1995年に自撮りマシンのプリント倶楽部（プリクラ）が登場すると若者においてプリクラ交換をコミュニケーションに使うコギャルが登場し、コギャルを取り上げる新興ファッション誌「egg」も登場してコギャルの流行が拡大していった。一方、テレビ東京の番組「ボディボディ」では「不思議ちゃんの世界」のコーナーで不思議ちゃんを紹介しており、不思議ちゃんも話題となっていった。少女漫画では同年の『りぼん』にコギャルと不思議ちゃんの対比を行う『ご近所物語』（矢沢あい）が登場して人気となった。その後も現実の若者ファッションやカルチャーに連動した子供向け漫画として、1998年に『りぼん』で白ギャルモチーフの『GALS!』（藤井みほな）が、2009年に『ちゃお』で姫ギャルモチーフの『姫ギャル♥パラダイス』(和央明)が、2014年に『ちゃお』で原宿系モチーフの『てぃんくる☆コレクション』（和央明）が登場している。
また、オイルショック後の健康ブームの中で1980年前半よりはレオタードでのエアロビクスのブームが起き、また1980年代後半から1990年代前半にかけては第3次ディスコブームが起こっており、これによって便利屋男「アッシーくん」や彼氏候補「キープくん」と共にボディコンファッションが注目となっていた。女性漫画誌『Judy』では1990年代初頭に『ボディコン刑事』（井上恵美子）が登場し、少女漫画誌『りぼん』では1993年に『スパイシー☆ガール』（藤井みほな）が登場した。また1990年代にはスーパーモデルが世界的ブームとなり、1994年には『りぼん』でモデル物の『パッション♡ガールズ』（藤井みほな）が登場した。その後、ハイティーン向けファッションでは1990年代末から2000年代初頭にかけて「CUTiE」派生の『CUTiE Comic』、「Zipper」派生の『Zipper comic』などファッション誌派生の少女漫画誌が登場したもののこれらは短期間で終了し、連載されていた漫画はヤングレディース誌に吸収されている。また1990年代後半にはフジテレビの本社移転に伴ってお台場が有名となり、前述の『GALS!』でもお台場が登場し、『なかよし』でも2001年に連載として『ODAIBAラブサバイバル』（原作：小林深雪、漫画：白沢まりも）が登場した。
アイドルでは、1990年代後半にバラエティ番組出身のユニット「ポケットビスケッツ」が小学生に人気となって社会現象となっていた。次いで2000年代には「ミニモニ。」「ピポ☆エンジェルズ」などの子供向けアイドルが登場し、女児向けアーケードゲームでは2000年代半ばに「オシャレ魔女♥ラブandベリー」を初めとするコーデバトルものが登場して流行となり、2001年よりe-karaなどのカラオケ玩具の登場およびタイアップもあって、女児向けの少女漫画では女性アイドルもののメディアミックスのオリジナル作品やコミカライズ作品が増えていった。これらの代表的なものには『ミニモニ。やるのだぴょん!』（もりちかこ）、『ぴちぴちピッチ』（花森ぴんく）、『きらりん☆レボリューション』（中原杏）、『プリティーシリーズ』、『アイカツ!』シリーズがある。
また2000年代にはモテブームや愛され女子のブームも起きている。元々1995年から1996年にはバラエティ番組「めちゃ2モテたいッ!」（めちゃモテ）が人気となっていたが、2003年には女性ファッション誌「CanCam」の専属モデルに蛯原友里（エビちゃん）が登場し、そのファッションがキャッチコピー「めちゃ❤モテ」と共に人気となり、そこからモテブームが起きていったとされる。少女漫画誌では2005年の『ちゃお』に『極上!!めちゃモテ委員長』（にしむらともこ）が登場し、それが2009年から2011年にかけてアニメ化された。
一方、2000年代には那須博之が「モーニング娘。」起用による『美少女戦士セーラームーン』のドラマ化を構想し、その構想は実現しなかったものの2003年に美少女戦士セーラームーンのテレビドラマ化が行われ、それを皮切りに2005年には過去の名作に当たる『アタックNO.1』のテレビドラマ化および『花より男子』（神尾葉子）のテレビドラマ化が行われ、2007年には『ちびまる子ちゃん』のテレビドラマ化も行われている。特にその中の『花より男子』は高視聴率を獲得し、同様の逆ハーレム系少女漫画のメディア化が続いていった。2006年には『桜蘭高校ホスト部』（葉鳥ビスコ）及び『ヤマトナデシコ七変化♥』（はやかわともこ）がアニメ化され、2007年には『花ざかりの君たちへ』（中条比紗也）がドラマ化された。
また2000年代には電撃文庫などのライトノベルブームが起きており、2005年には『LaLa』で『しにがみのバラッド。』のコミカライズが行われたほか、2006年には電撃文庫の女性向け作品『リリアとトレイズ』のコミカライズが中心のガールズコミック誌『comic SYLPH』（後の『シルフ』）も登場した。また2000年代後半には動画投稿サイト「ニコニコ動画」が人気となり、2006年にヒロインが「宇宙人や未来人や超能力者を探し出して一緒に遊ぶ」ことを目指すライトノベル「涼宮ハルヒの憂鬱」が深夜アニメ化された際は動画投稿サイト上でハルヒダンスが流行し、2007年にボーカロイド「初音ミク」が登場した際は動画投稿サイト上でボカロソングが流行となった。2010年代にはボカロソングを基にした商業ボカロ小説が登場し10代の少女に人気となっていった。少女漫画では2010年代にボーカロイド中心の少女コミック誌『ミルフィ』が創刊されたほか、女性向け少年漫画誌の「月刊コミックジーン」でもボカロ小説のコミカライズが行われるようになった。旧来の少女漫画誌でも『ミラクル♪ミク』（琴慈）や『ミライチューン』（染川ゆかり）などのボーカロイド漫画が登場している。しかしながら、その後ネット文化がPC中心からスマートフォン中心へと移行したことによってボカロ小説のブームは収束していった。
中高生向けの音楽では、ミュージック・ビデオの普及と共に、宝塚歌劇団を参考にした「昔の少女漫画」のような耽美派バンド「MALICE MIZER」などのヴィジュアル系バンドが登場し、それによりヴィジュアル系バンドのコスプレやヴィジュアル系バンドの同人「やおい」漫画が流行した。耽美派雑誌『JUNE』の発行元マガジン・マガジンも『JUNE』的なムック本である『MALICE MIZER 耽美実験革命』を出版している。また少女漫画でもヴィジュアル系の人気を受けて『快感・フレーズ』（新條まゆ、1997年）や『NANA』（矢沢あい、2000年）が登場し、どちらもテレビアニメ化されている。一方、インターネットでは中学2年生ごろに発生する思春期特有のひねくれを意味する「中二病」という言葉が広まっていき、ヴィジュアル系も一過性の中二病の一つとして解釈されるようになっていった。
その後、音楽物では少女漫画誌との関連の薄い部活学園物の深夜アニメが人気となっていった。2009年に部活ガールズバンド物の萌え4コマ「けいおん!」がアニメ化された際には女子高生にバンドブームや制服ブームが起こり、2013年に美少女スクールアイドルもののメディアミックス「ラブライブ!」がアニメ化された際もその女性人気が高まることとなった。少女漫画の中高生の音楽物では2013年に男女混合バンドの『覆面系ノイズ』（福山リョウコ）が登場した（2017年にアニメ化）。また、動画投稿サイトにおいて歌い手や踊り手の動画が流行し、2014年には踊り手漫画の『バディゴ!』（黒崎みのり）が登場した（2016年に一部がアニメ化）。
また、1990年前後にはOLのオジン化（オヤジギャル）が指摘されており、ドラマでもオヤジギャルが主役の「キモチいい恋したい!」が登場し、週刊誌「SPA!」連載の漫画にもオヤジギャルを題材とする「スイートスポット」（中尊寺ゆつこ）が登場した。この頃にはOL向け4コマ誌『まんがハイム』（徳間オリオン）および『まんがタイムスペシャル』（芳文社）が登場している。
一方、1994年前後には漫画をあまり取り扱わない出版社による漫画誌への参入も目立っており、これら漫画誌は上の世代の著名漫画家を揃えていたもののどれも失敗に終わっている。例えば少女漫画誌以外ではマガジンハウスの「COMICアレ!」や文芸春秋の「コミック'94」やNHK出版の「コミックムウ」が、少女漫画誌ではソニー・マガジンズの『きみとぼく』が登場した。
また1990年代には携帯電話が登場してそのマナーが問題となっていき、2000年には公共広告機構（現ACジャパン）のCMによってマナーを守らない人を意味する「ジコチュー」（自己中）が流行語となった。少女漫画では2002年に『デザート』で『自己chuラヴァーズ』（いしだ絵里）が登場した。2006年には乙女ゲームの『ときめきメモリアル Girl's Side 2nd Kiss』で「セカンドキスシステム」（通称「事故チュー」）が搭載され、またいつからかより少女漫画でも事故的なキスに「事故チュー」という語が使われるようになっていった。
また1990年代には買い物依存症も話題となった。1992年には翻訳書「買い物しすぎる女たち」が登場し、1998年にはテレビドラマから「私の中の誰か～買い物依存症の女たち～」が登場、同1998年には週刊誌「週刊文春」にも中村うさぎのエッセイ「ショッピングの女王」が登場した（漫画化はファミリー4コマ誌「まんがライフ」）。また1995年にはコギャルのシャネル・グッチ・プラダ好きも話題となっていた。ヤング・レディース誌『Kiss』では2005年に買い物中毒OLを主人公とした『東京アリス』（稚野鳥子）が登場した。
また1999年代末からは「カリスマ美容師ブーム」が起きた。テレビからは1999年に美容師対決番組「シザーズリーグ」が、2000年に美容師との恋愛物のテレビドラマ「ビューティフルライフ」が登場し、同2000年には少年漫画から美容師物の「シザーズ」が登場し、少女漫画でも2003年に『ちゃお』で美容師物の『ビューティー・ポップ』（あらいきよこ）が登場した。また、「カリスマ美容師ブーム」に乗じて「カリスマ店員」や「カリスマホスト」も話題となっていき、同じく1999年代末にはホストクラブでの男買いも人気となった。女性漫画誌「YOU」に連載された「ごくせん」では文化祭でホストクラブをする話が登場し、少女漫画でも2002年に『LaLa』で『桜蘭高校ホスト部』（葉鳥ビスコ）が登場した（2006年にアニメ化）。
女性向けゲームでは1994年に「アンジェリークシリーズ」が、2000年に「遙かなる時空の中でシリーズ」が登場し、『月刊Asuka』や『LaLa』などのファンタジーに強い少女漫画誌でコミカライズされるようになった。2002年、女性向けゲーム誌「B's-LOG」が登場し、2005年にはその派生としてゲームコミカライズが中心のガールズコミック誌『B's-LOG COMIC』が誕生した。2006年、ケータイ小説提供会社の「ボルテージ」が女性向けモバイルゲームへと参入して「リアル系乙女ゲーム」として人気となり、少女漫画では『B's-LOG COMIC』でその中の一つ『恋人はNo.1ホスト』が漫画化されている（漫画はヤマダサクラコ）。2010年代には乙女ゲームから『うたの☆プリンスさまっ♪』などの男性アイドルを育成するものが登場し、また、女児向けの女性アイドル物からも派生として『KING OF PRISM by PrettyRhythm』などの男性アイドルものが登場し、それらは少女漫画誌でコミカライズされるようになっている。
また、1980年代後半にはレディースコミックに過激な性描写が増えて人気となり、その雑誌に広告を出す形でテレフォンクラブが広まっていった。その後、バブル崩壊による家計収入の減少と共に若年層にも援助交際が浸透し、1990年代半ばには10代向けの性漫画であるティーンズラブ (TL漫画) 雑誌が登場、『少女コミック』などの少女漫画誌でもそれらに引きずられる形で性描写が増加していった。2006年には歌手の倖田來未によって「エロカッコイイ」「エロカワイイ」が流行語となった。
また携帯電話の普及によって1999年には携帯電話向けホームページサービス「魔法のiらんど」が登場し、翌2000年にはそのサービスにケータイ小説執筆向けの「BOOK機能」が追加され、2000年代中盤にはケータイ小説サイトをはじめとするケータイ小説がブームとなった。2007年には双葉社によってケータイ小説サイト「魔法のiらんど」のコミカライズ雑誌『COMIC魔法のiらんど』が創刊された。しかしながらケータイ小説サイトはスマートフォンの登場によって下火となっていったとされる。2011年、角川系のアスキー・メディアワークスは「魔法のiらんど」の運営会社を買収して吸収し、アスキー・メディアワークスは独自コミカライズレーベル『魔法のiらんどCOMICS』を立ち上げた。一方、旧来の少女小説レーベル「コバルト文庫」（集英社）も2010年に増刊としてコミカライズ雑誌『Comic Cobalt』を立ち上げたものの成功せずに終わっている。
一方、2000年代には純愛ブームも起きている。2000年代前半には恋愛小説およびその実写化で「世界の中心で、愛をさけぶ」（セカチュー）や「いま、会いにゆきます」（イマアイ）のような純愛物が流行し、前者は『プチコミック』で漫画化され（画は一井かずみ）、後者は女性誌「女性セブン」で漫画化された（画は川島彩）。少女漫画では2003年より『Betsucomi』に純愛物の『砂時計』（芦原妃名子）が登場し、セカチュー及びイマアイの実写化を行ったTBSテレビは2007年に昼帯のテレビドラマ（昼ドラ）でも「純愛で勝負する」としてその『砂時計』の昼ドラ化を行っている。
2000年代後半には別冊マーガレット連載の『君に届け』（椎名軽穂）や『ストロボ・エッジ』（咲坂伊緒）などのピュアストーリー物が人気となった（前者は2009年にアニメ化）。2010年代にはボーカロイド界隈から「スキキライ」や「告白実行委員会〜恋愛シリーズ〜」などの青春系ソングの人気クリエイターユニット「HoneyWorks」が生まれ、人間のボーカルを迎い入れた後もその楽曲の小説化が続いていった（通称：ハニワ小説）。一方、別冊マーガレットでも「青春に乗る」を意味する『アオハライド』（咲坂伊緒）が登場して人気となり、アニメ化の際にはHoneyWorksがその主題歌を務めている。また、実写映画でも青春モノの「キラキラ映画」が流行し少女漫画の実写映画化が活発となったものの、2010年代末には過剰供給となって衰退していった。
また、1987年より始まった恋愛バラエティ番組「ねるとん紅鯨団」によって全国でお見合いパーティが開かれるようになっており、そのパーティーで多くのダメ男と遭遇した漫画家の倉田真由美は2000年よりその経験を活かして漫画「だめんず・うぉ〜か〜」を週刊誌「SPA!」に連載し、それが2002年と2006年にドラマ化された。『プチコミック』でも2015年よりダメンズ物の『深夜のダメ恋図鑑』（尾崎衣良）が連載された（2018年ドラマ化）。
オカルトでは2006年よりブログにおいて「都市伝説」の用語の使用が増加し、2007年にはテレビ番組から「やりすぎ都市伝説」が登場した。同2007年にはオリジナルテレビアニメから電脳空間と都市伝説をテーマにした『電脳コイル』も登場し、ちゃおで少女漫画化された（作者は久世みずき）。また、ソーシャル・ネットワーキング・サービス (SNS) の普及と共に社会的要素の強いソーシャルゲームが広まっていき、2009年には海外のマフィア抗争ソーシャルゲーム「Mafia Wars」を元にした国産ソーシャルゲーム「怪盗ロワイヤル」が登場して人気となり、『Cookie』で少女漫画化されている（作者は菅野紗由）。2011年には児童文庫にソーシャル型デスゲーム物の「オンライン!」が登場して人気となり、その後も児童文庫ではデスゲーム物が定番となっていったが、少女漫画でも2012年に『なかよし』でデスゲーム物の『出口ゼロ』（瀬田ハルヒ）が登場している。
テレビドラマでは、2014年にダブル不倫ものの「昼顔〜平日午後3時の恋人たち〜」が注目され「昼顔妻」という言葉が流行した。一方、 ヤング・レディース漫画のダブル不倫物『あなたのことはそれほど』（いくえみ綾）も2017年にドラマ化されたものの、コンセプトの違いから昼顔ほどは人気とならなかったとされる。
また2004年〜2005年には男女雇用機会均等法の第一世代において自分一人だけで贅沢をするという「おひとりさまブーム」が起き、2005年には「おひとりさま」が「2005年ユーキャン新語・流行語大賞」の候補として選出された。しかしながらその後「おひとりさま」という言葉が広がっていく過程で、贅沢以外でも一人で過ごすことが人気となっていったとされる。少女漫画では2006年に『Kiss』の増刊として『Beth』が創刊され、そこで『おひとり様物語』（谷川史子）が登場した（『Beth』休刊後は『Kiss』へと移籍）ほか、『Sho-comi』の編集長によれば2012年〜2013年ごろより若い作家の手によって「ぼっち好き」のヒロインが増えていったとされる。
その他、生涯未婚率の上昇に伴い、結婚の是非を問うヤングレディース漫画も登場した。2011年にテレビドラマ「家政婦のミタ」がヒットして家政婦が注目されるようになり、2012年にはヤング・レディース誌『Kiss』において契約結婚により家政婦となる『逃げるは恥だが役に立つ』（海野つなみ）が登場して人気となった。2014年には同誌で行き遅れ物の『東京タラレバ娘』（東村アキコ）が登場して人気となり、両作品はドラマ化されていった。その他、家政夫物も人気となった。2016年にテレビドラマから女装家政夫物の「家政夫のミタゾノ」が登場し、同年に電子書籍サイト「コミックシーモア」の女性向けコミック誌『オヤジズム in 恋するソワレ』から家政夫物の『家政夫のナギサさん』が登場した（2020年にドラマ化）。
男女入れ替わりものも再度話題となった。少女漫画では2001年の『ちゃお』に『ちぇんじ!』（篠塚ひろむ）が、2007年の『りぼん』に『どう男女!?』（萩わら子）が登場したほか、学年誌でも1992年に『ないしょのココナッツ』（富所和子）が、2009年に『ないしょのつぼみ』（やぶうち優）の6期が登場していた。また少女漫画の上位誌などにも男女入れ替わり物が複数登場した。これには『逆転ハニー』（時計野はり、2008年-、LaLa DX連載）、『思春期ビターチェンジ』（2012年-、将良、COMIC ポラリス連載）、『兄が妹で妹が兄で。』（車谷晴子、2012年-、ARIA連載）、『たまちぇん!!』（師走ゆき、2012年-、ザ花とゆめ連載）、『桃色男女ちぇん★』（左右田もも、2015年-、マンガワン連載）、『桜井芽衣の作り方』（フクシマハルカ、2017年-、ベツコミ連載）などがある。しかしながら男女入れ替わりもののメディア化は2010年にライトノベルから「ココロコネクト」が登場して2012年アニメ化され、2012年に少年漫画から「山田くんと7人の魔女」が登場して2013年ドラマ化、2015年アニメ化され、次いで2016年に新海誠のオリジナルアニメ映画「君の名は。」も登場し、この「君の名は。」が男性だけでなく女性にも人気となったという形となっており、少女漫画以外が中心となっていた。
またアイドル戦士ものも台頭した。2011年には東日本大震災を受けてアイドルグループ「ももいろクローバーZ」が戦隊ヒーロー的な曲の「Z伝説 〜終わりなき革命〜」を発表しその曲が「東京ジョイポリス」のCMソングにもなっていたが、2017年には『ちゃお』と『ぷっちぐみ』が企画に関わる女児向けドラマとして『アイドル×戦士 ミラクルちゅーんず!』が登場し、それが『ちゃお』と『ぷっちぐみ』で漫画化された（漫画は前者が小倉あすか、後者がハラミユウキ）。その後、それがシリーズ化され「ガールズ×戦士シリーズ」となったが、その後継は『ちゃお』が外れ低学年誌の『ぷっちぐみ』を中心とするものとなった。
また、少女漫画や女性漫画のWebコミックサイトも登場した。ヤングレディース誌『FEEL YOUNG』の公式Webサイト（FC Web→フィーヤンネット）では多数のWeb連載が行われるようになり『ラブリー!』（桜沢エリカ）などがそのサイトに移籍されたほか、2006年に開始された講談社の無料Web漫画サイト「MiChao!」では女性向けコーナーが設けられ『最終戦争シリーズ』（山田ミネコ）の最新作が「MiChao!」で連載されるようになった。2009年には少女向け漫画誌『ウィングス』の派生としてWebコミックサイト『WEBウィングス』も開始された。2013年には集英社の電子少女漫画アプリ『マーガレットBOOKストア!』（後の『コミックりぼマガ』）が登場し、そのアプリ内では新作の提供を行う『マーガレットchannel』（後の『デジタルマーガレット』）も設けられた。その後も漫画誌派生のWebコミックサイトは多数登場している。

### 少年漫画誌の少女漫画受け入れ
スクウェア・エニックスの少年ガンガン系列の少年漫画誌では元々女性作者が多く、女性作者で女主人公の恋愛要素のある少年漫画も存在していたが、Web漫画が商業化される時代になると女性作家のWeb恋愛漫画も少年漫画として商業化するようになった。この姿勢はWeb小説のコミカライズが流行した以降も継続している。
また集英社も2015年より『花より男子』（神尾葉子）の続編『花のち晴れ〜花男 Next Season〜』（神尾葉子）を少年漫画誌派生のWebサイト「少年ジャンプ+」で連載するようになり（2018年ドラマ化）、小学館でも少年サンデー系列のWeb雑誌「裏サンデー」（アプリ版はマンガワン）の派生として2016年に『裏サンデー女子部』を登場させている。講談社も2017年より別冊少年マガジンに女性作家の女主人公の恋愛物である「荒ぶる季節の乙女どもよ。」（原作：岡田麿里、作画：絵本奈央）を載せたり、ガールズコミック誌『ARIA』廃刊後の2018年より乙女ゲームのコミカライズ作品『遙かなる時空の中で6』（水野十子）を少年マガジンエッジへと移籍させたりなど、少年漫画誌で男性向け女性向けにこだわらない姿勢を取るようになってきている。白泉社も2017年に少女漫画と青年漫画を同居させたアプリの「マンガPark」を配信した。
21世紀のインターネット普及時代に入って、雑誌や媒体のさらなる多様化と時代の思考の変化などもあり、かつて男性向けとは異なる媒体と手法を持ち、女性漫画の別名であり中心だった少女漫画は、2020年代現在では多くの隣接分野との境界の薄い、漫画界の連続的な一領域と化している。

### 推しの時代
2010年代後半より人に対するトリセツ本が多数出版されるようになり、女児向け教育本でも「女の子のトリセツ」「女の子のトリセツ トキメキdays」(ミラクルガールズ委員会)、「かわいいのルール」「こころのルール」（はぴふるガール編集部・漫画：双葉陽）などが登場し人気となっていった。少女漫画誌からも2020年に『なかよし』で『JSのトリセツ』（雨玉さき）が、2024年に『ちゃお』で『1・2・3で今すぐできる！カワイイのちかみち』が登場している。
一方、動画サイトでは元々YouTuberが流行となっており、動画投稿者は小学生の憧れの職業となっていた。また子供YouTuberも「キッズライン♡Kids Line」のこうくんねみちゃんや「HIMAWARIちゃんねる」のまーちゃんおーちゃんなどが登場し人気となっていった。少女漫画では2018年にメディアミックスから動画配信をモチーフとした『キラッとプリ☆チャン』が登場し、『ちゃお』や『ぷっちぐみ』でコミカライズされている（ちゃお版は辻永ひつじ、ぷっちぐみ版は菊田みちよ）。
またダンスブームも起きている。2016年にはドラマ版「逃げるは恥だが役に立つ」のエンディングに使われた「恋ダンス」がYouTubeで流行し、2017年にはショートムービー投稿サイト「TikTok」が日本にも上陸してダンスのショートムービーがブームとなった。少女漫画では2020年に『ちゃお』でダンス物の『夜からはじまる私たち』（ときわ藍）が登場したほか、2022年には子供向け実写ドラマでも「ガールズ×戦士シリーズ」の後継としてダンス物の『リズスタ -Top of Artists!-』が登場し、『ちゃお』や『ぷっちぐみ』でコミカライズされた（ちゃお版はくろだまめた、ぷっちぐみ版は今井康絵・ハラミユウキ）。しかしながらリズスタは女児向け特撮枠と共に2023年に終了となった。
またTikTokによるダンス人気によって日本のギャル文化の影響を受けた女性K-POPアイドルが人気となり、2021年の『ちゃお』にはK-POPアイドルを目指す『カラフル!』（ときわ藍）が登場した。2022年にはその流れにある「ギャルピース」のポーズが日本でも逆輸入される形で人気となり、小学生にギャルブームが再興し、2023年には小学生ギャル誌「KOGYARU」が登場した。少女漫画では2022年に『ちゃお』でギャル物の『イイネ♥👍REIWAギャル★あみるん』（いわおかめめ）が登場し、その後『ちゃおプラス』でその続編の『イイネ♥👍REIWAギャル★あみるん plus』が登場した。
また2016年にはキズナアイを始めとするバーチャルYouTuber (VTuber) が誕生して人気となり、2018年にはサンリオからバーチャルタレント「となりの研究生マシマヒメコ」が、2019年にはちゃおから怪談VTuber「依ノ宮アリサ」が登場している。少女漫画では2020年に『ちゃお』でVTuber物の『青のアイリス』（やぶうち優）が登場して人気となり、2023年には『ちゃお』でVTuber物の『恋するアバターちゃん』（相庭）が登場した。
また推しでは「すとぷり」や「いれいす」などの歌い手グループも人気になり、少女漫画では2024年に『りぼん』で『いれいすハウスへようこそ！～個性バラバラな歌い手が一緒に住むことになった件～』（こきち）が、2025年に『ちゃお』で『すとぷり執事に今日もキュンが止まりません！』が登場した。
一方、上の世代ではメンヘラ少女も話題となっていった。メンヘラは元々1999年に大規模掲示板群「2ちゃんねる」に「メンタルヘルス板」が追加され2001年頃よりその住人が「メンヘラー」「メンヘラ」と呼ばれるようになったのが始まりとなっている。一方、1990年代後半には少年漫画誌に精神的問題のあるキャラの登場する久米田康治の漫画（「かってに改蔵」→「さよなら絶望先生」）が登場しており、2008年〜2010年にはそれら両方の影響を受けたWeb漫画「メンヘラちゃん」が登場して2012年に商業化された。次いで2013年には江崎びす子のキャラクター「メンヘラチャン」が登場し、原宿系においても「ゆめかわ」ブームの派生として「病みカワ」ファッションが登場、2016年には音楽アーティストからも「メンヘラかわいい」を売りとする「ナナヲアカリ」の曲「ハッピーになりたい」が登場し、インターネット上でメンヘラが盛り上がっていった。2015年にはガンガン系漫画誌に愛が重い少女がテーマの「ハッピーシュガーライフ」が登場して2018年夏にアニメ化され、2018年12月には青年誌に愛が重い少女をヒロインとする「踊るリスポーン」が登場し、2022年にはメンヘラ少女を主役とするゲーム「NEEDY GIRL OVERDOSE」も登場して人気となった。女性漫画誌では2016年にメンヘラ製造機の男をヒーローとする恋愛漫画「凪のお暇」が登場して2019年にドラマ化されており、少女漫画誌では2021年に『りぼん』でメンヘラ少女を主人公とした『骨の髄まで愛してね』（小林ユキ）が登場した。
また上の世代では「推し」文化の時代となった。「推し」という言葉は元々「ハロー!プロジェクト」（ハロプロ）の女性アイドルに対して使われていたが、その後、身近を売りにしたAKB48や地下アイドルのブームで他へと広まっていき、果てはホストにまで使われるようになった。また、前述のメンヘラブームによって推しに対する愛の重い女性が「地雷」を自称するようになり、女性アイドルオタクの良く着ていた「量産型」ファッションから地雷アイドルオタクの良く着る「地雷系」ファッションが派生し、これら量産型・地雷系のファッションがインスタグラムの自撮りやYouTubeの美容界隈などを介して流行していった。そんな中で2019年には女性向け漫画として『明日、私は誰かのカノジョ』（をのひなお）が登場し人気となり、2022年に深夜ドラマ化された。また、2017年にYouTubeに投げ銭機能「スーパーチャット」が登場することで推しに直接貢ぐことが可能となり、オトナ女子向け漫画では2020年3月にそれをテーマにした『ガチ恋粘着獣〜ネット配信者の彼女になりたくて〜』（星来）が登場している（2023年深夜ドラマ化）。2020年7月には小説から「推し、燃ゆ」が登場して中学生以上に人気となっていき、2021年には『花とゆめ』で『多聞くん今どっち!?』（師走ゆき）が登場（アニメ化予定）し、2022年には『マーガレット』で『神推し! イケメンソウ』（川又宙子）、『りぼん』で『推しと青春しちゃっていーですか!?』（神田ちな）と『推しぴ症候群』（小林ユキ）、『なかよし』で『キミしか推せない!』（咲良香那）、『花とゆめ』で『推しに甘噛み』（鈴木ジュリエッタ）、2023年には『別冊マーガレット』で『推しにガチ恋しちゃったら』（春江ひかる）が登場している。
その他、2014年には画像SNSの一つ Instagram の日本語版が登場し、Instagram ではキラキラ女子や港区女子が増えていった。またSNSの普及によってそれをテーマとした「SNSマンガ」が登場したが、そのSNSマンガではレディースコミックレーベルを中心として2017年より開始された「ゴミ屋敷とトイプードルと私」のような承認欲求をテーマとする作品群が登場した。少女漫画では同2017年に『デラックスベツコミ』で東京都港区を舞台とした『港区JK』（しばの結花）が登場している。また港区女子は飲み会への参加で謝礼金を貰うギャラ飲みを行っていたが、港区女子以外でも食事などの謝礼にお金を貰うパパ活がブームとなり、2017年6月にはフジテレビ系の配信ドラマ「パパ活」が登場して同年10月に地上波でも放送され、少女漫画からは『堕欲～パパ活貧困女子～』（桜井美也）が登場した。また裏垢もブームとなり、少女漫画では『裏アカ破滅記念日』（桜井美也）が登場している。
サンリオでは2005年のテレビアニメ「おねがいマイメロディ」の悪役として生み出された「クロミ」が継続的に人気となっていき、2008年には『ちゃお』から『ちび☆デビ!』が登場して2011年にテレビアニメ化された。またディズニーでも2015年ごろよりヴィランズブームを起こしていった。2016年にサンリオと集英社系のWeb漫画サイト「イチゴミン」がリリースされ、そこでクロミを主人公とした「おかしなクロミちゃん」（かのえゆうし）が連載されるようになったものの、このサイトは2019年に更新停止となっている。その後、前述の地雷系コーデと共にクロミのアイテムが定番となっていき、2023年にはクロミのショートアニメ「KUROMI'S PRETTY JOURNEY」も登場した。ゲームではFortniteなどのバトルロワイヤルゲームやIdentityV 第五人格など非対称対戦ゲームが流行し、2022年にはサンリオからも非対称性対戦ゲームの「ミラクルマッチ」が登場して話題となった。一方、漫画では主人公が魔法少女の敵となって魔法少女と対立するものが数多く登場しており（魔法少女#2010年代以降参照）、少女漫画からも2013年に『花とゆめ』で『ブラックハートスター』（中村世子）が、2017年に『りぼん』で『アクロトリップ』（佐和田米）が登場し、後者は2024年秋にアニメ化された。また2023年の『ちゃお』には悪魔が主人公の『アクマでこれは恋じゃない!』が登場した。
この時期にヤンキーブームの再興も起きている。2019年に少年漫画「鬼滅の刃」のアニメ化による少年漫画ブームが起き、2020年に少年漫画「呪術廻戦」がアニメ化されて人気となり、その後、2021年にヤンキー物の「東京卍リベンジャーズ」がアニメ化及び実写映画化されて人気となった。その後、ドラマでもWeb漫画原作の恋愛物「恋です!〜ヤンキー君と白杖ガール〜」や少年漫画原作の青春物「ナンバMG5」などのヤンキー物が登場し、少女漫画からもヤンキーヒーローの『ひかえめに言っても、これは愛』（藤もも）が登場して人気となっている。
ヤングケアラーも話題となっていった。2021年にはテレビドラマの「青のSP―学校内警察・嶋田隆平―」によってヤングケアラーという言葉が有名となり、前述の人気漫画『明日、私は誰かのカノジョ』でもその番外編としてヤングケアラーの過去が登場し（2023年ドラマ化）、少女漫画誌でも2023年の『Cheese!』にヤングケアラーをテーマとする『この雪原で君が笑っていられるように』（ちづはるか）が登場した。
恋愛では少子化の進行により架空の強制結婚制度をテーマとしたものが多数登場した。2017年には架空の「超・少子化対策基本法」をテーマとした少年漫画「恋と嘘」が少女マンガのような設定に改変された上で実写映画化され、2018年には架空の「抽選見合い結婚法」をテーマとした長編小説「結婚相手は抽選で」がテレビドラマ化され、少女漫画からも2020年に架空の「ニート保護法」をテーマとしたLINEマンガ連載の少女漫画『マリーミー!』（夕希実久）がテレビドラマ化されている。また、強制夫婦物の学園物も登場している。2018年には青年漫画から「夫婦実習」をテーマとした「夫婦以上、恋人未満。」が登場し（2022年アニメ化）、 2019年には子供向け少女漫画でも「一攫千金婚校」をテーマとした『初×婚』（黒崎みのり）が登場して人気作となった。
一方で、実録を中心にマッチングアプリ物の流行も起きている。2017年にTwitterアカウント「暇な女子大生」が話題となってドラマ化され、2018年には青年漫画から「来世ではちゃんとします」が、2019年にエッセイ漫画から「38歳バツイチ独身女がマッチングアプリをやってみた結果日記」が登場して、どちらも2020年にドラマ化された。Web漫画では2017年に「出会い系サイトで妹と出会う話」がTwitterで10万いいねを超える話題作となり、少女漫画でも2020年に『ラバーズハイ～親友の彼氏とマッチングしてしまった～』（原作：永塚未知流、漫画：安斎かりん）が登場している。
マンガアプリでは元々男性向けと女性向けを同居させたものが主流となっていたが、2018年より『Palcy』（講談社・2018年-）、『マンガMee』（集英社・2018年-）などの女性向けに特化したマンガアプリも配信されるようになった。また清涼飲料水のテレビCMでは昔より青春物が定番となっていたが、逆に青春もののコンテンツでも「炭酸感」のあるものが多数登場した。少女漫画では2016年に『りぼん』で『ハニーレモンソーダ』（村田真優）が登場して人気となって2018年には『マンガMee』でもそれが再掲連載されるようになり、2020年には競合の『Palcy』からも『微炭酸なぼくら』（フクシマハルカ）が登場している。2021年にはWeb漫画出身の“超微炭酸系”恋愛少年漫画「ホリミヤ」がアニメ化・ドラマ化・実写映画化され、同年にはオリジナルアニメ映画「サイダーのように言葉が湧き上がる」も上映され、更に同年には前述の少女漫画『ハニーレモンソーダ』の実写映画化、2025年にはその『ハニーレモンソーダ』のアニメ化もされている。
しかしその一方で、テレビドラマや日本映画では「恋愛離れ」が進んでいるとされる。またヒットソングの歌詞でも恋愛は衰退し、世界や日々を歌った曲が増えていった。少女漫画では長らく恋愛が中心となっていたが、2020年に『りぼん』の編集長はインタビューで「漫画家志望の若者が『自分が描きたいのは恋愛じゃないから、少年漫画に投稿しよう』と考えること。その先入観は払拭したいです。」と述べている。
なお人気の難病モノには恋愛要素が残っているとされるが、難病モノの中では特に盲聾物が人気となっていった。早くは2016年に少年漫画の「聲の形」がアニメ映画化されて話題となっており、2022年にはオリジナルドラマから「silent」が登場してコア視聴率（13～49歳の視聴率）で 5% 超え（20人に1人以上）を獲得し、2023年には同じくオリジナルドラマから「星降る夜に」も登場した。少女漫画では2019年に『デザート』から『ゆびさきと恋々』（森下suu）が登場して人気となり、2024年にアニメ化された。
また、2018年には「マンガボックス」連載の不倫される側をテーマとしたヤングレディース漫画『ホリデイラブ 〜夫婦間恋愛〜』（こやまゆかり）がテレビドラマ化されて「サレ妻」が流行語となり、『マンガMee』でも不倫の代償を描いた『サレタガワのブルー』（セモトちか）が人気となって2021年にテレビドラマ化された。また同2021年には『マンガMee』が「マンガMeeジャンル大賞」を創設し、「不倫・結婚生活」ジャンルの漫画の募集を開始した。
モデルものでは『ちゃお』において専属モデルのちゃおガールをテーマにした読み切りが登場しており、2020年に『ミラクルモデルデビュー』として単行本化されている。また子供向けアイドルでは2016年に『ちゃお』が「ちゃおガール」の中から「Ciào Smiles」を結成していたものの、メディアミックスは行われず2021年に活動終了となっている。一方、2017年に『ちゃお』や『ぷっちぐみ』から実写ドラマとのメディアミックスの『ガールズ×戦士シリーズ』が登場し、その俳優から2019年にアイドルユニット『Girls²』が、2021年にアイドルユニット『Lucky²』が結成され、『ちゃお』では2020年に「Girls²」をモチーフとした実写ドラマとのメディアミックス『ガル学。』（漫画はおりとかほり）が、2022年に「Lucky²」をモチーフとした実写ドラマとのメディアミックス『ガル学。Ⅱ〜Lucky Stars〜』（漫画は同左）が登場した。
また2020年前後には夜好性ブームも起きている。「ヨルシカ」、「ずっと真夜中でいいのに。」、「YOASOBI」などの夜好性バンドが登場して人気となっていったほか、2019年にはヒップホップ・ユニットのCreepy Nutsもよふかしのうたをリリースした。少年漫画からは同2019年に「よふかしのうた」が登場して2022年にアニメ化され、少女漫画では前述の『夜からはじまる私たち』が登場したほか、2023年にちゃおで YOASOBI の幾田りらとのコラボまんが『ロマンスの約束』『サークル』（漫画：まいた菜穂）が掲載された。
その他、音楽ものでは歌劇ものが人気となった。2012年、青年漫画誌「ジャンプ改」に『かげきしょうじょ!』（斉木久美子）が登場し、同誌休刊後の2015年に少女漫画誌『MELODY』へと移籍して継続したほか、2016年には人気少女漫画『学園アリス』の続編として『花とゆめ』に『歌劇の国のアリス』（樋口橘）が登場していた。2018年、ブシロードよりメディアミックス「少女☆歌劇 レヴュースタァライト」が登場して人気となり、2021年には『かげきしょうじょ!!』もアニメ化された。2023年には『ちゃお』にも読み切りとして宝塚音楽学校を舞台とする『王子は舞台に恋をする ～七海ひろき物語～』（原作：小出真未、漫画：ときわ藍）が登場した。
ホラーでは児童文庫から「5分後に意外な結末」（学研、2013年-）や「5分シリーズ」（エブリスタ/出書房新社、2017年-）のような多数のどんでん返し小説群が登場して人気となっていき、2022年には前者が深夜ドラマ化されている。少女漫画では2021年より『ちゃおコミ』で「1話3分シリーズ」の『こわい家、あります。くらやみくんのブラックリスト』が漫画化され（漫画は姫野よしかず）、2022年には前述の『5分後に意外な結末』が『なかよし』の付録や『Palcy』でコミカライズされ、同年より『りぼん』でもオリジナルの『3分後に○○する話』（武内こずえ）が連載されるようになった。
また、サバサバを自称しながらネチネチしている自称サバサバ女（自サバ女）が注目されるようになった。早くは2011年より週刊誌「SPA!」で連載された「アラサーちゃん」に登場しており、2014年にドラマ化されている。またその後も2019年よりマンガワンで連載の「ブラックガールズトーク」（マキノマキ、2024年ドラマ化）、同じく2019年よりツイッター上で連載されたの「彼氏の周りに湧くウザい女たち」（染井ロキ）、2020年よりめちゃコミックで連載の「ワタシってサバサバしてるから」（原作：とらふぐ、漫画：江口心、2023年ドラマ化）などが登場した。少女漫画誌では2025年に『ちゃおプラス』で『ワタシってサバサバしてるから』の小学生編が登場した。
またマジョリティから外れたサブカルを好む若者を描いた物も再流行している。映画からは2021年に「花束みたいな恋をした」や「明け方の若者たち」が登場し、青年漫画からも同年に「まじめな会社員」が登場した。少女漫画では2015年には既に『Kiss』で読み切りとして『アレンとドラン』（麻生みこと）が登場し、2016年より連載化された。
また青春とSFを組み合わせたものも再流行した。2012年より別冊マーガレットで連載され2014年に青年誌に移籍した『orange』（高野苺）が2015年に実写映画化された後2016年にテレビアニメ化およびアニメ映画化され、同2016年にはオリジナルアニメ映画から新海誠の「君の名は。」も登場し、どちらもヒットした。また百合SFもブームとなっており、2018年にはSF誌「SFマガジン」の百合特集が発売前に重版されるなどしていた。少女漫画誌からは2022年に超本格SF新連載として『ちゃお』で『2人はS×S』が登場した。
平成以降に始まった作品の本誌でのリバイバルも行われるようになった。早くは2015年に『りぼん』本誌で10年ぶりに「めだかの学校」の続編作『めだかの学校 2限目!』が登場した。2016年には『なかよし』本誌で「カードキャプターさくら」の続編作『カードキャプターさくらクリアカード編』が登場して2018年よりアニメ化されている。その後も『なかよし』では「東京ミュウミュウ」の男版『東京ミュウミュウ オーレ！』や「ぴちぴちピッチ」の次世代作『ぴちぴちピッチaqua』、「しゅごキャラ!」の次シリーズ『しゅごキャラ! ジュエルジョーカー』が本誌で連載されるようになった。
また2019年より始まるコロナ禍での休校およびGIGAスクール構想下でのオンライン授業によって2021年には小学生にもタブレットやパソコンが普及した。2020年には各社が休校への支援として一時的に有料コンテンツの無料公開を行い、少女漫画でも多くの雑誌の無料公開が行われたが、その後、子供向けのWeb漫画サイトが登場していった。例えば児童書ポータルサイト「ヨメルバ」では児童文庫レーベル「角川つばさ文庫」の小説「絶体絶命ゲーム」や「四つ子ぐらし」のコミカライズがWeb連載されるようになり、少女漫画誌からも2021年8月に『ちゃお』派生のWeb漫画サイト『ちゃおコミ』（後の『ちゃおプラス』）が登場してそこで『ウェディング・デスゲーム』（春瀬花香）が連載されるようになった。また2022年には『ちゃおコミ』に『ドリームゲーム』（にしむらともこ）も登場した。
Web漫画サイトの登場によって昔の作品が再掲載されるようになり、昔の作品の続編がWeb連載されることも増えていった。例えば『りぼん』では「GALS!」の続編作『GALS!!』がマンガMeeで連載されており、『ちゃお』では「ぷくぷく天然かいらんばん」の続編作『ぷくぷく天然かいらんばん おかわり』や『真代家こんぷれっくす！』の続編作『続・真代家こんぷれっくす！』、『チャームエンジェル』の続編作『チャームエンジェル -星天使編-』、『姫ギャル♥パラダイス』の次世代作『姫ギャル♥パラダイスJr.』（和央明）が前述のWeb漫画サイト『ちゃおコミ』で連載されている。
一方でアーケードゲーム由来のアイドル物のメディアミックスは縮小が続いっていった（ゲーム自体や付録は継続）。2020年6月には『アイカツ!シリーズ』の最新作「アイカツプラネット!」のアニメが終了し、ちゃおで連載されていたそのコミカライズも2022年6月に終了となった。また『プリティーシリーズ』の最新作「ワッチャプリマジ!」のアニメも2022年10月に終了し、ちゃおで連載されていたそのコミカライズも同時に終了した。新シリーズの「ワッチャプリマジ！スタジオ」ではアニメが放送されず、そのコミカライズも『ちゃお』では無く『ちゃお』増刊の「ワッチャプリマジ!FBスタジオ」での連載となった。
マスコットではサンエックスの「すみっコぐらし」が流行となっており、キャラクター誌や少女漫画誌でもそれが広く展開されていた。2018年、「ちゃおサマーフェスティバル2018」において日本コロムビアとサンエックスは新コンテンツ『げっし〜ず』のゲーム化を発表し、同年に『ちゃお』はそのコミカライズを開始した（作者は鮎ヒナタ）。2020年にはコロナ禍の巣ごもり需要によってNintendo Switchのゲーム『あつまれ どうぶつの森』が人気となって流行語となり、少女漫画誌では「ちゃお」及び「ぷっちぐみ」がそのゲームの漫画化を行った（作者は前者が加藤みのり、後者がかなき詩織）。また任天堂のゲームシリーズ「星のカービィ」のコミカライズは長らく「月刊コロコロコミック」（女児の読者も多かった）やキャラクター誌「キャラぱふぇ」が中心となっていたが、2022年には少女誌『ぷっちぐみ』にも『星のカービィ プププなまいにち』（さくま良子）が、2023年には『ちゃお』にも『星のカービィ』（加藤みのり）が登場した。
またTwitterで連載する個人漫画からは2020年にマスコット漫画「ちいかわ」が登場して人気となり、2022年には「めざましテレビ」内でショートアニメ化されて更に人気が拡大していき、少女漫画誌の付録にも登場するようになった。また2022年には同作者ナガノのTwitter初出漫画『くまのむちゃうま日記』がKissレーベルより出版されている。
また2010年代には懐古向けの名作の復刊が中心だったコンビニコミックからオリジナル漫画誌「思い出食堂」が登場してヒットし食漫画ブームが起き、テレビでも2012年より「孤独のグルメ」がドラマ化されてヒットし食ドラマや食バラエティがブームとなっていった。女性漫画からも同作者原作の「花のズボラ飯」を初めとする食漫画が続々とドラマ化されるようになった。また2010年代には凝った料理を作るなどの女子力男子も登場し、少女漫画では2019年の『Kiss』に食要素の大きくズボラ女子×オカン系男子をテーマとした『わたしのお嫁くん』（柴なつみ）が登場、2023年にドラマ化された。またズボラ女子ものでは『Kiss』で連載されていたズボラ女子×エリート男子の『ハマる男に蹴りたい女』も2023年にドラマ化されている。
Web小説のコミカライズも多数行われるようになってきている。これには乙女ゲーム世界などへ異世界転生や異世界転移するという設定が多く、また悪役令嬢/悪役姫もの、聖女もの、スローライフもの、もふもふものなどが存在し、そのコミカライズは主に『コミックZERO-SUM』、『ゼロサムオンライン』、『B's-LOG COMIC』、『裏サンデー女子部』、『PASH UP!』、『コミックブリーゼ』などの女性向けの雑誌や、『FLOS COMIC』、『レジーナブックス』などの専門Web誌で行われ、多数がアニメ化されている（悪役令嬢#悪役令嬢を題材とした作品も参照）。また、似たような設定のオリジナル少女漫画も登場しており、ちゃおからは悪役姫ものの『恋して♥悪役プリンセス!』（辻永ひつじ）が、LaLaからは『転生悪女の黒歴史』（冬夏アキハル、2025年アニメ化予定）や『帝国の恋嫁』（可歌まと）や『死に戻り令嬢のルチェッタ』（天乃忍）が、『花とゆめ』からは『転生したら姫だったので男装女子極めて最強魔法使い目指すわ。』（輝）や『人狼乙女ゲームに転生したので生き残りエンドを目指します』（サザメ漬け）や『乙女ゲーに転生したけど筋肉で解決します』（ダル子）が、『ザ花とゆめ』からは『ドラひよ〜異世界の竜は私のなでなでに弱いみたいです〜』（千歳四季）が登場している。2022年にはLaLa派生の電子コミック誌『異世界転生LaLa』が登場し、また同年にはデジタルマーガレット派生の漫画サイト『異世界マーガレット』（ニコニコ静画内）も登場した。
また、現実世界への転生物やループ物も登場した。テレビドラマでは2022年に転生物の青年漫画「妻、小学生になる。」がドラマ化されて特にネット配信において人気となり、翌2023年にはループ物のオリジナルドラマ「ブラッシュアップライフ」も登場して同じくネット配信で人気となった。また映画でも2022年に直木賞受賞の生まれ変わり物の小説「月の満ち欠け」が映画化され、テレビアニメでも2023年に女性人気の高い青年漫画「【推しの子】」がアニメ化され人気となり、少女漫画誌では同2023年10月の『りぼん』や2024年の『ぷっちぐみ』に「【推しの子】」の付録が登場した。また少女漫画では早くは前述の『orange』がループ物として存在したが、2022年には『Sho-Comi』で転生物の『アイドル転生―推し死にたまふことなかれ―』（ひので淘汰）が登場している。
また異世界から現実世界への転生物も登場した。少女漫画では2020年に『Sho-Comi』で『異世界魔王は腐女子を絶対逃がさない』（池山田剛）が、2022年に『りぼん』で『花火は醒めない夢をみる』（中島みるく）が登場した。
またミステリーブームも起こっている。少年漫画では「名探偵コナン」の人気が平成より続いており少女漫画誌の『ちゃお』でも「名探偵コナン」を取り上げることが続いているほか、なろう系小説からは「薬屋のひとりごと」（漫画化は少年誌）が女性に人気となってアニメ化されることでその人気が小学生へも広がっており、児童向け小説では「動物探偵ミア」「かがみの孤城」（漫画化は青年誌、2022年アニメ映画化）『華麗なる探偵アリス&ペンギン』などが人気となって、少女漫画ではそのうち『華麗なる探偵アリス&ペンギン』が2021年より『ちゃおコミ』で漫画化され（漫画は詩瀬はるな）、2023年には『ぷっちぐみ』でも『華麗なる探偵 アリス＆ペンギン ナゾトキ★ワンダーランド』が連載されている。

### コロナ禍明けの時代
コロナ禍明けの時代には巣ごもりの反動により外出する人が増加していった。
女児向けアーケードゲームでは2024年4月に新シリーズ『ひみつのアイプリ』が登場してアニメ放送が復活し、少女漫画では同4月『ちゃおプラス』で『ひみつのアイプリ フルカラーおさらい4コマ』（みたう）の連載が開始され、同年12月には『ちゃお』本誌にもその漫画（羽山ゆあ）が登場した。
ファッション方面ではSNS上において「水色界隈」および「天使界隈」が人気となり、少女漫画では2024年に『りぼん』で天使界隈を謳う『えんじぇるめいと』（こきち）が登場した。
ミステリー方面では巣ごもりの反動として街中で行われる謎解きゲームの人気が回復したほか、謎解きTシャツも人気となり、謎解きブームが起こったとされる。少女漫画では2024年に『ちゃお』で学園謎解き物の『迷探偵ハーミット』が登場した。
また TikTok などでは2024年に VTuber「儒烏風亭らでん」の「まいたけダンス」が流行し、少女漫画では同2024年に『Sho-Comi』で儒烏風亭の所属するガールズVTuberグループ「ReGLOSS」の漫画『ReGLOSS-BadでGoodな日常-』（原作：花まみも、漫画：きみど莉央）が登場した。
その他、TikTok では「HoneyWorks」のキャラクターソング「可愛くてごめん」や「KAWAII LAB.」所属グループのアイドルソングを始めとする「かわいい」による「自己肯定感爆上げソング」も人気となり、2025年には『ちゃお』にアイドル漫画『推しのためにバズっ！きゅんが〜る☆』（こまたしいな）、「KAWAII LAB.」所属の「CUTIE STREET」とのコラボ漫画『KAWAII戦士♡きゅーすと伝説』（なかむらさとみ）が登場した。

## 少女漫画の現状
少女漫画界ではレディース誌やヤングレディース誌、ガールズコミック誌、オトナ女子向け雑誌など上の年齢向けの雑誌が増えることで対象世代による細分化の傾向にある。また女性向けWeb小説がコミカライズ及びアニメ化されて有名となり一般化したことで、人気Web小説のコミカライズを中心とした女性向け新興Web雑誌が増えつつある。一方、紙の少女漫画雑誌の部数は減少傾向にある。
かつての少女漫画ではタブー破りによるジャンルの拡大が行われていたものの、年々恋愛への特化が進んでいったことで恋愛以外のSFや部活物やラブコメ以外のコメディ物が減っていき、今や少女漫画は女性向け恋愛漫画の代名詞となっている。少女漫画として描けないものが増えたことで「描きたいものが少女漫画では無かった」などとして少女漫画から抜け出す女性作家も出てきている。
一方、女性読者側も1980年代ごろより女性漫画家の少年漫画・青年漫画進出や少女アニメのパロディ漫画の流行などに伴って少年漫画や青年漫画から女性の読みにくい絵柄が減ったことで少年漫画・青年漫画への流失が続いていったものの、Web漫画の時代になってからは少年漫画や青年漫画と少女漫画や女性漫画が同居するようになっており、読者から見たカテゴリーの分け隔ては減ってきている。
メディア化ではかつては少女漫画からドラマ化やアニメ化される作品が出てきていたものの、ドラマ向きのレディース漫画やヤングレディース漫画や芸人脚本家の台頭、アニメ向きのラノベや萌え漫画や女性向けWeb小説の台頭、恋愛映画における新海誠監督のアニメーション映画の台頭、実写映画におけるテレビドラマの劇場版の増加と実写邦画自体の市場の縮小などによって、少女漫画のメディア化ではYouTube上でのボイスコミック化が中心となっている。
少女漫画のテレビアニメ化は掲載誌の部数を増やすのに有効な手段であり、2000年代初頭の「ちゃお」は『ミルモでポン!』のアニメ版のヒットによって部数を伸ばし少女漫画誌の部数トップに躍り出ていたものの、後述の少女漫画に依らない少女向けオリジナルアニメ作品の増加や夕方アニメの衰退などによって少女漫画のテレビアニメ化がだんだんと行われなくなり、また、雑誌付録や誌上通販されていた少女漫画のOVA化も今やほぼ無くなっている。2022年代現在、連載中の少女漫画のテレビアニメ化が継続されているのは主に白泉社の作品となっている（『かげきしょうじょ!!』、『贄姫と獣の王』、『転生悪女の黒歴史』など）。また白泉社は2021年よりYouTubeの「はくせんアニメちゃんねる」上でも新作短編アニメを提供していた。
少女向けオリジナルアニメ作品のコミカライズではアーケードゲーム由来のアイドル物のメディアミックスのアニメがコロナ禍を経て終了しつつあったものの、2024年にはコロナ禍が落ち着きつつあり、プリティーシリーズのアニメ（ひみつのアイプリ）が復活した。またサンリオ作品のコミカライズは、かつては少女漫画誌で行われていたものの、『ミュークルドリーミー』では少女漫画誌よりも低年齢向けの幼児雑誌（おともだち及びたのしい幼稚園）でのみ行われるようになっている。一方、高年齢向けのメディアミックスではバトルヒロイン物やアイドル物を含め少女漫画以外で行われていることが多い状態となっており、その中には女性人気の高いものも登場している。
少女漫画の実写映画化も未だ続いているものの、少女漫画原作のキラキラ映画のブーム衰退により、2021年現在では青春よりも俳優（推し）を意識した実写化が中心となっている。例えば、りぼんの『ハニーレモンソーダ』の実写映画化ではジャニーズのラウールをヒーロー役に起用していたが、りぼん本誌ではそれに先立って『ラウールと恋してみない?』を連載していた。
また、『りぼん』では「ハニーレモンソーダ」の長期連載化に伴って読者層が上がっており、2021年のLINEの調査では『りぼん』が女子高校生の読む漫画雑誌2位（少女漫画誌では1位）にランクインしてる。同ランキングでは『ちゃお』も4位にランクインしている。
テレビドラマでは女性漫画のドラマ化が続いている一方で若者のドラマ離れが進んでおり、2022年現在、ドラマのコア視聴率（13～49歳の視聴率）は2%以上程度でも合格となっているとされる。
また昔の美容室は少女漫画誌の置いてあるところが多かったものの、今の美容室は電子書籍読み放題のタブレットの導入が進んでいる。少女漫画の入り口となる低年齢向けでは、2021年より『ぷっちぐみ』が様々な読み放題サービスで配信されるようになっている。

## 少女漫画雑誌
作品が掲載されている主な雑誌。現在はほぼ漫画のみの誌面であるが、創刊当初は絵物語や小説、ファッション、スターの情報などの少女向け総合誌として刊行されていたが、1960-1970年代以降に漫画雑誌として再編成されたものも多く、読者層の成長と共に高年齢層向けの雑誌が刊行されていった。

### 主な雑誌

#### 少女雑誌
少女漫画雑誌の前身。以下の少女向け漫画雑誌も前述のように、創刊当初は少女漫画以外の絵物語などを多く掲載していた。
- 少女クラブ（講談社、1923年 - 1962年 少女フレンドへ発展）
- ひとみ（秋田書店、1958年 - 1961年 後に漫画雑誌として再開）

#### 幼児・幼稚園児・低学年向け
後述のハイティーン向けと同様に、比較的新しい時代に年齢の細分化に対応して刊行された。従来児童向けの雑誌か少女向けの下限が担っていた層である未就学児（4歳ごろ）から小学校中学年までの女の子向けで、『ぴょんぴょん』は現在の『ちゃお』が探る低年齢層向け路線の先駆けであったが、1992年に『ちゃお』に統合された。
- 月刊キャロル（講談社、1983年 - 1984年）
- ぴょんぴょん（小学館、1988年 - 1992年）
- るんるん（講談社、1991年 - 1998年）
- ぷっちぐみ（小学館、2006年 - ）

#### 少女向け
創刊当初は少女向け雑誌として刊行されていた雑誌も多く、当初の読者層を小中学生としながらも高校生にまで読まれ、文字通り少女漫画の中心であったが、高年齢層向けの雑誌の刊行、メディアミックスへの特化などで、現在は対象年齢を下げ小中学生向けになっている。少女漫画誌の多様化した現在では、前身の少女雑誌と同様に小学生の少女向け総合誌としての役割がこのジャンルを支えているともされる。
- なかよし（講談社、1954年 - ）
- りぼん（集英社、1955年 - ）
- ちゃお（小学館、1977年 - ）
  - ちゃおコミ→ちゃおプラス（小学館、2021年 - ）※Webのみ
- ひとみ（秋田書店、1978年 - 1991年）

#### 中高生向け
創刊当初は少女漫画よりもファッションやスターの情報を多く載せ総合誌的な性質をもっていたが、少女向け同様に徐々に少女漫画誌として充実してきた。
- 少女フレンド（講談社、『少女クラブ』が1962年にリニューアル - 1996年）
  - 別冊フレンド（講談社、1965年 - 旧『別冊少女フレンド』）
- Sho-Comi（小学館、1968年 - 、旧『少女コミック』）
- ChuChu（小学館、2000年 - 2010年）
- 花とゆめ[765]（白泉社、1974年 - ）
  - 別冊花とゆめ（白泉社 1977年-2018年）
- noicomi（スターツ出版、2019年 - ）※電子のみ

#### ハイティーン向け
年齢の細分化に対応して刊行された中学生から大学生（20代前半）向けの雑誌であり、その後も若者向けを謳い続けている。
- デザート[766]（講談社、1996年 - ）
- マーガレット[767]（集英社、1963年 - ）※以前は中高生向けとされていた[768]
  - 別冊マーガレット[769] （集英社、1963年 -）
  - マーガレットchannel→デジタルマーガレット（集英社、2013年 - ）※電子のみ
- Betsucomi→ベツコミ（小学館、2002年 - ） ※元「別冊少女コミック」
- LaLa[770]（白泉社、1976年 - ）
  - LaLa DX（白泉社、1983年 - ）
- ミルフィ（富士見書房、2013年 - 2015年）※電子のみ

##### 1970 - 1980年代のハイティーン誌
1970年代から1980年代にかけて、ハイティーン向け雑誌として創刊された。
- セブンティーン（漫画を分離）→月刊ティアラ（集英社、1968年 - 1989年[771]）
- 別冊少女コミック（小学館、1970年 - 2002年）※従来路線は月刊フラワーズに移籍、雑誌自体はリニューアルしてBetsucomiに
- 月刊プリンセス（秋田書店、1974年 -）
  - プリンセスGOLD（秋田書店、1979年 - 2020年）※最後は電子のみ
- mimi（講談社、1975年 - 1996年）
- プチマーガレット→ぶ〜け（集英社、1976年 - 2000年）
- My Birthday→おまじないコミック→ティーンズコミックパル→少女パル（実業之日本社、1979年 - 1997年）
- ギャルズコミック→ギャルコミ（主婦の友社、1980年 - 1985年）※ギャルズライフ増刊
- パレット→Missy→ミッシィ（主婦の友社、1985年 - 1990年）
- プチフラワー→月刊フラワーズ（小学館、1980年 - ）
  - 凛花→増刊flowers（小学館、2007年 - ）
- ボニータ（秋田書店、1981年 - 1995年）
- ミステリーボニータ（秋田書店、1988年 -）

#### オトナ女子向け
- プチコミック[772]（小学館、1977年 - ）
- Amie（講談社、1997年 - 1999年）
- プチプリンセス（秋田書店、2002年 - ）※現在は電子のみ
- AneLaLa（白泉社、2013年 - 2017年）[773]
- COMIC it[774]（KADOKAWA、2015年 - ）※現在は電子のみ
- 姉フレンド（講談社、2016年 - ）※電子のみ
- マンガJam[775]（祥伝社、2017年 - ）※アプリのみ
- コミックタタン（コアミックス、2018年 - ）※電子のみ
- バニラブ（リブレ、2019年 - ）※電子のみ[776]
- ぼるコミ（ボルテージ、2020年 - ）※電子のみ[777]
- コミックブリーゼ（キルタイムコミュニケーション、2020年 - ）※電子のみ[778]

#### ヤング・レディース誌
ヤング・レディース誌はレディースコミック誌よりも下の世代に向けて創刊された。当初は学生から社会人向けの雑誌であった。2020年時点では読者の約半数が35歳以上、読者の約7割が30代以上となっている。
- ヤングユー（集英社、1986年 - 2005年）※一部執筆陣はコーラスが引き継ぎ
- FEEL YOUNG（祥伝社、1989年 - ）
  - FC Web Free Comic & Column→フィーヤン・ネット WEBコミック & コラム（祥伝社、2004年-?年）※Webのみ
  - FEEL FREE（祥伝社、2015年[781] - 2020年[782]）※Webのみ
- kiss（講談社、1992年 - ）
  - One more Kiss→Kiss PLUS→ハツキス（講談社、2001年 - 2021年[783]）※最後は電子のみ
- コーラス→cocohana（集英社、1992年 - ）
- Cheese!（小学館、1996年 - 、旧『少女コミックCheese!』）

#### ガールズ・コミック誌
ガールズ・コミック誌はヤング・レディース誌よりも下の世代に向けて創刊された。
- MELODY（白泉社、1997年 - ）
- Cookie（集英社、1999年 - ）
- B's-LOG COMIC（KADOKAWA エンターブレイン、2005年 - 、旧『comic B's-LOG』）※現在は電子のみ
- シルフ→pixivシルフ（KADOKAWA アスキー・メディアワークス、2006年 - ）※現在は電子のみ
- ARIA（講談社、2010年 - 2018年）

#### ファッション誌派生漫画誌
元々ファッション誌にも漫画は連載されていたが、1990年代末よりファッション誌の派生漫画誌も発行されるようになった。しかしながらこれらは長続きせず、連載陣の一部はヤングレディース誌「FEEL YOUNG」や「ヤングユー」へと移籍している。
- CUTiE Comic（宝島社、1998年 - 2001年）※CUTiE派生
- コミックanan（マガジンハウス、1999年）※an・an臨時増刊号
- Zipper comic→FEEL YOUNG増刊SALADA（祥伝社、2000年 - 2003年）※Zipper派生

#### 全年齢向け
ページ数が多く、様々な世代向けのものを掲載していた。また出版社側からは新人作家の育成の場として扱われていた。
- ザ マーガレット[769]（集英社 1982年 - 2023年）

#### 男性向け
- 月刊ステンシル（エニックス、1999年-2003年）
- コミックハイ!（双葉社、2004年-2015年）
- コミックエール!（芳文社、2007年-2009年）

#### 海外少女漫画
中華民国（台湾）
- 星少女 東立出版社 1992年創刊 台湾オリジナル作家少女漫画雜誌。月刊。2016年4月より電子化
- 夢夢少女漫畫月刊 尖端出版 2003年7月～2018年11月 集英社作品掲載 りぼんの繁体中文版
- Candy月刊 長鴻出版社 2004年3月～2016年6月 小学館作品掲載 Sho-Comi、Cheese!、flowers、プチコミックの繁体中文版
- 甜芯少女漫畫月刊 尖端出版 2007年8月～2015年6月休刊 小学館作品掲載 ちゃおの繁体中文版

香港
- 少女漫畫 自由人出版 1995年休刊
- COMIC FANS 天下出版社 1995年8月～2012年6月
- Comicフェス COMIC Festival 天下出版社 2012年7月～2013年6月

韓国
- Wink ソウル文化社

アメリカ他
- Wimmen's Comix（英語版） Rip Off Press（英語版）←Renegade Press（英語版）←Last Gasp（英語版） 1972年〜1992年
- Shojo Beat Viz Media 2005年～2009年

## 少女漫画を多く所蔵する図書館
- 現代マンガ図書館（東京都千代田区） - 内記稔夫の蔵書により開設された。
- 米沢嘉博記念図書館（東京都千代田区） - 漫画評論家の米沢嘉博および岩田次夫の蔵書が所蔵されている[785]。
- 菊陽町図書館（熊本県菊池郡） - 古い少女雑誌が所蔵されている（村崎コレクション）。
- 少女まんが館（東京都あきる野市）
- 少女まんが館 TAKI 1735（三重県多気郡）
- 唐津ゲストハウス 少女まんが館Saga（佐賀県唐津市）

## 少女漫画をテーマとした作品

### 実写映画および実写映画化された作品
- 『かくかくしかじか』（2025年、配給: ワーナー・ブラザース映画） - 少女漫画家を目指す少女を主題とした自伝的作品[786]。原作は2012年よりCocohana連載の同名の少女漫画。

### ドラマおよびドラマ化された作品
- 『レンアイ漫画家』（2021年春、フジテレビ系） - 恋愛が苦手な男性少女漫画家と崖っぷち女子の恋愛を主題とした作品[787]。原作は2010年よりモーニングで連載の同名の青年漫画。

### アニメおよびアニメ化された作品
- 『こちら葛飾区亀有公園前派出所』163話「アニメで儲けろ!」（2000年、フジテレビ系ほか） - 人気少女漫画のアニメ化において内容がスポンサーの都合で大きく改変されることを主題とした作品[788]。原作は同名の少年漫画の「アフレコ見学会の巻」。
- 『月刊少女野崎くん』（2014年夏、テレビ東京ほか） - 男子学生少女漫画家を中心とするコメディ作品[789]。原作は2011年よりガンガンONLINE連載の同名の4コマ漫画。
- 『こみっくがーるず』（2018年春、TOKYO MXほか） - 4コマ漫画家、少女漫画家、少年漫画家、TL漫画家の4人の少女を中心とするコメディ作品[790]。原作は2014年よりまんがタイムきららMAX連載の同名の4コマ漫画。
- 『笑顔のたえない職場です。』（2025年秋、TOKYO MXほか） - 少女漫画家のお仕事物作品[791]。原作は2019年よりコミックDAYSで連載の同名の青年漫画。

### その他の漫画
- 『少女漫画』「第六夜・少女漫画家たち」[注 49]（2007年、松田奈緒子） - コーラス連載
- 『愛しのキテレツ』[792]（2025年、優月うめ） - りぼん連載